# Chiese normanne in Sicilia
Questa voce elenca le abbazie, i monasteri e le chiese normanne presenti in Sicilia ed edificate durante il regno degli Altavilla.

## Agrigento e provincia
- 1087, Cattedrale di San Gerlando di Agrigento, promotore Gerlando di Besançon, cugino del Gran Conte Ruggero.
- 1200, Chiesa di Santa Maria dei Greci di Agrigento.
- XII secolo, Chiesa di San Giovanni dei Teutonici, ospedale, di Agrigento.
- XII secolo, Chiesa di San Leone di Agrigento.[1]
- 1179, chiesa dei Santi Pietro e Paolo, declinata in seguito in chiesa di San Gregorio Magno di Agrigento, temporanea trasformazione del tempio della Concordia in luogo di culto.[2][3]
- XII secolo, chiesa di San Biagio di Agrigento, costruita in stile arabo - normanno sulle fondazioni di templi dorici dedicati a tempio di Demetra e Persefone.[4]
- 1299, monastero di Santo Spirito o «Badia Grande» di Agrigento dell'Ordine cistercense, edificato dalla moglie di Federico I di Chiaramonte.[5][6]
- 1181, monastero di San Nicola e chiesa di San Nicola dell'Ordine cistercense del 1219 di Agrigento, alle dipendenze dell'abbazia di Casamari. Complesso monastico gestito nel 1322 dai benedettini e nel 1426 dai francescani.[7][8]
- XIII secolo, Chiesa di San Giorgio degli Oblati di Agrigento[9][10]
- XIII secolo, Basilica dell'Immacolata Concezione o «San Francesco d'Assisi» di Agrigento edificata da Federico I di Chiaramonte[11][12]
- XIII secolo, santuario di San Calogero di Agrigento[6]
- 1266, chiesa di Sant'Onofrio di Agrigento, demolita nel 1864.
- XIII secolo, chiesa di Santa Maria Mater Salvatoris di Bivona, resti, stile arabo - normanno con portali gotici.
- XIV secolo, chiesa di San Bartolomeo di Bivona.
- XIII secolo, chiesa di Santa Rosalia di Bivona.
- XII secolo, chiesa di Sant'Andrea di Bivona, prima chiesa e primo duomo cittadino.
- 1170, Chiesa di Santa Maria Rifesi e monastero della Santissima Trinità di Burgio, prioria di Santa Maria del Bosco Adriano.
- XII secolo, chiesa di Sant'Antonio Abate di Burgio, impianto primitivo costruito all'epoca del gran conte Ruggero.
- 1090, Chiesa di Maria Santissima Assunta di Caltabellotta, edificata dal Gran Conte Ruggero su una primitiva chiesa cristiana.
- 1097, Monastero di San Giorgio di Triocala di Caltabellotta dell'Ordine basiliano, «Gran Priorato di San Giorgio di Triocala»[13], edificato per volontà del Gran Conte Ruggero e affidato ai monaci dell'Ordine basiliano di rito greco.
- XI secolo, Eremo, chiesa e convento di San Pellegrino di Caltabellotta, edificati in epoca normanna.
- XI secolo, Chiesa di San Francesco di Paola di Caltabellotta, edificata e dedicata originariamente da Ruggero il Normanno alla Madonna della Raccomandata.
- ?, Chiesa della Pietà di Caltabellotta, primitivo nucleo d'origine bizantino - arabo.
- 1100, Chiesa di San Nicola di Bari di Cammarata, ricostruzione effettuata nel 1640.
- 1141, chiesa di Santa Maria di Cammarata, donata dalla normanna Lucia di Cammarata al vescovo di Cefalù, monumento non più esistente.
- 1089, antico duomo di Maria Santissima Assunta dagli Angeli di Naro, costruito dal Gran Conte Ruggero sopra una preesistente moschea araba.
- 1229, Chiesa di San Francesco di Naro.
- 1086, Chiesa della Madonna del Fico o del Fonte di Ravanusa edificata dal Gran Conte Ruggero, oggi derivata in santuario di Maria Santissima Assunta e convento dell'Ordine dei frati minori.
- XII secolo, Eremo di Santa Rosalia alla Quisquina di Santo Stefano Quisquina.
- 1100, chiesa di San Nicolò la Latina di Sciacca, edificata per opera di Giuditta d'Altavilla figlia del Gran Conte Ruggero e della seconda moglie Eremburga di Mortain.
- XII secolo, Chiesa della Madonna del Soccorso o Duomo di Sciacca, edificato per opera di Giuditta d'Altavilla figlia del Gran Conte Ruggero e della seconda moglie Eremburga di Mortain.
- 1089, Chiesa del Carmine di Sciacca, edificata dal Gran Conte Ruggero.[14]
- 1103, Chiesa di Santa Maria delle Giummare o di Santa Maria di Valverde di Sciacca, edificata per opera di Giuditta d'Altavilla figlia del Gran Conte Ruggero e della seconda moglie Eremburga di Mortain.[15]
- 1109, Chiesa di Santa Caterina di Sciacca, edificata per opera di Giuditta d'Altavilla figlia del Gran Conte Ruggero e della seconda moglie Eremburga di Mortain.
- 1109, Chiesa di San Teodoro già chiesa di San Marco Evangelista di Sciacca, edificata per opera di Giuditta d'Altavilla figlia del Gran Conte Ruggero e della seconda moglie Eremburga di Mortain.
- 1176, Chiesa di San Domenico di Sciacca.[14]
- 1220, Chiesa di Santa Maria della Raccomandata di Sciacca.
- XII secolo, Chiesa di San Salvatore di Sciacca, luogo di culto edificato dal Gran Conte Ruggero. Alcuni manufatti sono inglobati nell'attuale chiesa del Carmine.[14]

## Caltanissetta e provincia
- 1185, Chiesa di San Tommaso Apostolo di Butera.
- ?, Chiesa di San Giovanni Battista di Butera, demolita.
- ?, Chiesetta rupestre paleocristiana inglobata nel Castello Marco di Calascibetta. I ruderi del tempio sono visibili attraverso il pavimento del duomo di Santa Maria Maggiore - Regia Cappella Palatina.
- 1153, Abbazia di Santo Spirito di Caltanissetta, edificata per opera del Gran Conte Ruggero e della moglie Contessa Adelaide.
- 1100, Chiesa di San Giovanni o del «Purgatorio» di Caltanissetta, edificata per opera del Gran Conte Ruggero suffraganea dell'Abbazia della Santissima Trinità di Mileto.
- 1099, Chiesa di San Biagio di Gela, con annesso la Commenda dei Templari.
- XI secolo, Chiesa di San Nicola da Tolentino di Gela.
- XI secolo, Chiesa di Sant'Ippolito fuori le Mura di Gela.
- XII secolo, Santuario di Maria Santissima d'Alemanna di Gela.
- XIII secolo, Chiesa di San Benedetto di Gela.
- XIII secolo, Chiesa di San Giacomo di Gela.
- 1100, Basilica di Maria Santissima del Mazzaro di Mazzarino, finanziata nel completamento da Manfredi di Sicilia.
- XI secolo, Chiesa del Santissimo Crocifisso dell'Olmo di Mazzarino. Edificio risalente al V secolo restaurato dai Normanni tra il X e XI secolo e dedicato alla Madonna dell'Itria, distrutto in seguito al terremoto del Val di Noto del 1693 e ricostruito ad opera del marchese Filippo Bivona.
- 1120, Chiesa della Madonna delle Grazie di Mazzarino oggi chiesa dei Padri Cappuccini dedicata a San Francesco d'Assisi con annesso Convento.
- XI secolo, Chiesa di Santa Maria delle Grazie di Mazzarino.
- XI secolo, Chiesa di San Salvatore di Mazzarino, eretta nel VI - VII secolo, prima chiesa medievale sino all'anno Mille.
- XIII secolo, Chiesa di San Francesco di Paola di Mazzarino, adiacente al castello.

## Catania e provincia
- ?, Monastero di Santa Maria la Scala di Santa Maria la Scala Acireale.
- 1090 c., primitiva Chiesa di Santa Maria Assunta di Adrano, edificata per opera del Gran Conte Ruggero il Normanno.
- XI secolo, Chiesa di Santa Maria del Robore Grosso presso Adrano, edificata per opera del Adelasia di Adernò.
- 575 circa, Monastero di San Vito dell'Ordine benedettino di Belpasso, d'origini bizantine e potenziato in epoca normanna.
- 1040, Abbazia di Santa Maria di Maniace ai confini fra Bronte e Maniace,[16] su rovine d'epoca romana e poi bizantina Giorgio Maniace edifica la primitiva Cappella di ringraziamento alla Vergine, ingrandita e potenziata da Margherita di Navarra e di Sicilia, primo abate Guglielmo di Blois. L'insediamento monumentale oggi adibito a complesso museale è altrimenti noto come Castello di Maniace o Castello Nelson.
- 1121, Chiesa di San Giorgio di Bronte, edificata da Ruggero II di Sicilia, intorno alla costruzione sorge l'attuale cimitero della cittadina, pertanto è stata destinata ad ossario.
- 1282, Cattedrale di San Giuliano di Caltagirone.
- 1090, Basilica di San Giacomo Apostolo di Caltagirone, edificata per opera del Gran Conte Ruggero il Normanno.
- 1236, Chiesa di San Francesco d'Assisi all'Immacolata di Caltagirone, edificata dal Beato Riccardo seguace del Santo e danneggiata dal Terremoto del Val di Noto del 1693. Ricostruita in stile barocco.
- XI secolo, Chiesa di San Nicola di Caltagirone. La chiesa ospita il Museo Etnologico Siciliano.
- XIII secolo, Abbazia di Santa Maria di Terrana dell'Ordine cistercense di Caltagirone.[17]
- XII secolo, Chiesa di San Nicola di Castiglione di Sicilia, la cappella del monastero dei monaci cassinesi reca affreschi bizantineggianti.
- XI secolo, Chiesa di San Giacomo di Castiglione di Sicilia, nell'edificio nasce e prospera il culto verso la "Madonna della Catena" alla quale è dedicata nel 1655 l'edificio principale della Basilica della Madonna della Catena.
- 1105, Chiesa dei Santissimi Apostoli Pietro e Paolo di Castiglione di Sicilia.

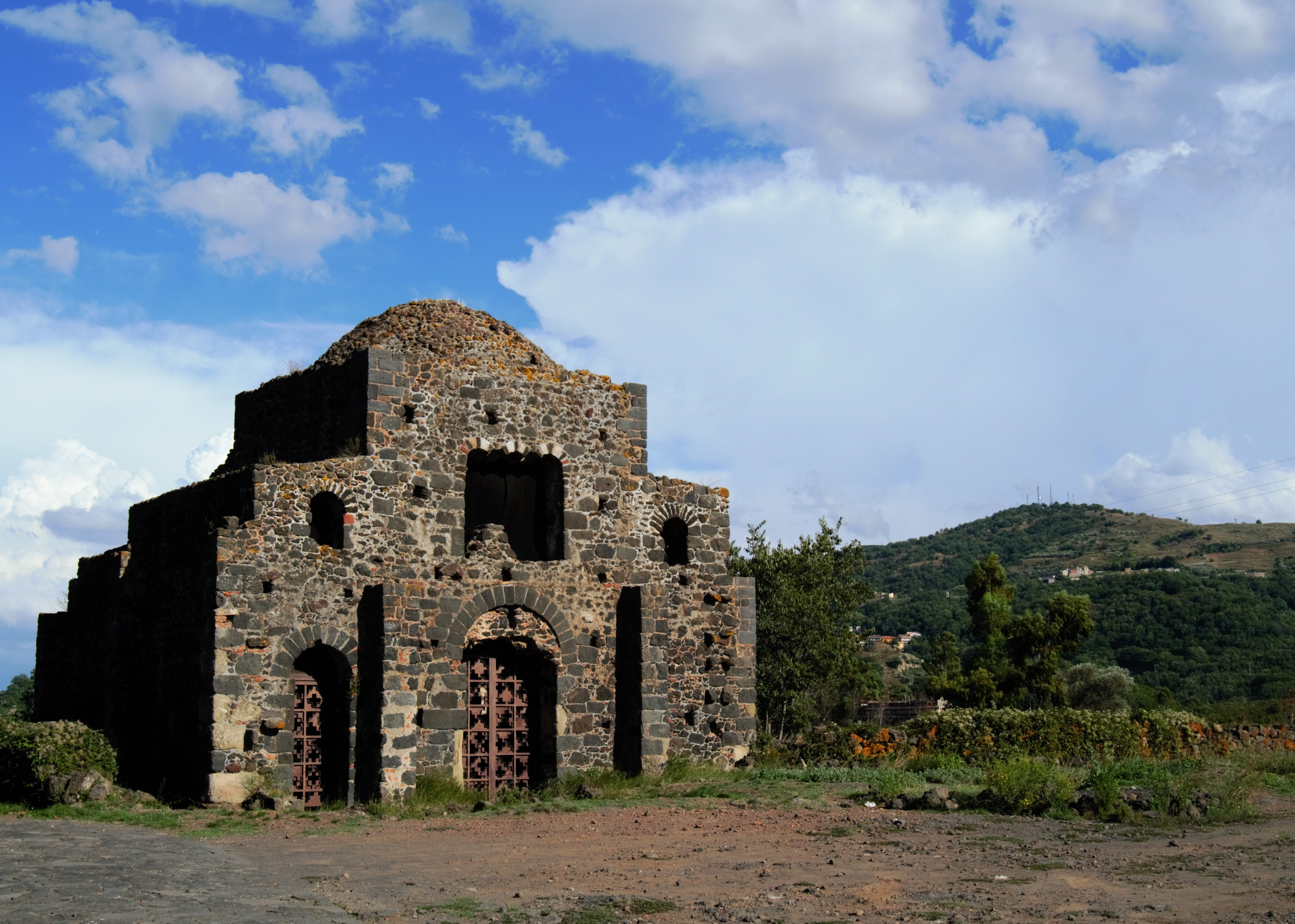
Cuba di Santa Domenica di Castiglione di Sicilia

- ?, Cuba di Santa Domenica di Castiglione di Sicilia riedificazione di monumento bizantino del VII e IX secolo con resti di cimitero basiliano, monumento nazionale dal 1909.
- 1126, chiesa di Santa Caterina derivata in chiesa di San Martino di Catania[18]
- ?, Cappella Bonajuto di Catania risalente a epoca bizantina, fondata su preesistenti rovine romane.
- ?, Chiesa di San Giovanni de' Fleres di Catania.
- XI secolo, Chiesa di San Gaetano alle Grotte di Catania, nell'ipogeo primitivo tempio di culto cristiano del 262 sorto su rovine romane.
- XII secolo, Basilica di Santa Maria della Rotonda di Catania, d'epoca bizantina sorta su impianto termale d'epoca romana, intensamente utilizzata tra i secoli XII e XIII secolo.
- ?, Chiesa di Sant'Euplio di Catania, del monumento medioevale distrutto l'8 luglio 1943 dal bombardamento alleato si conservano l'accesso e la cripta di Sant'Euplio.
- 1313, Chiesa di San Domenico di Catania.
- ?, Chiesa di Sant'Agata alla Fornace di Catania.
- 1194, Chiesa di Sant'Agata al Carcere di Catania edificata da Federico II di Svevia. In seguito al Terremoto del Val di Noto del 1693, il Portale superstite è stato inserito nella facciata della nuova costruzione.
- 1130, Chiesa di San Giovanni Battista nella frazione di San Giovanni Galermo di Catania.
- ?, Chiesa di Santa Maria di Ognina di Catania, primitivo luogo di culto di stile dorico, dedicato ad Athena Longatis edificato sulla spiaggia di Portus Ulixis già documentato da Plinio il Vecchio.[19]
- 1310, Chiesa di Sant'Egidio Abate di Linguaglossa ma, la costruzione risale al periodo normanno.
- 1137, Monastero di San Leone da Pannacchio di Malpasso, fondata sulle rovine della chiesa di San Leone Taumaturgo d'origine bizantina.[20]
- XII secolo, Chiesa della Santissima Annunziata di Mascali, contrada Nunziata, presenta affreschi di stile bizantino.
- ?, Chiesa di San Giovanni Paparumetta e verosimilmente il probabile monastero bizantino di Mascali. Luoghi di culto documentati e distrutti dalle scosse di terremoto dell'eruzione del 1329 che originò il cono di Monterosso.[21]
- VI secolo, Monastero di Sant'Andrea dell'Ordine basiliano di Milo, edificato da San Gregorio Magno presenta affreschi di stile bizantino.
- 1072, Chiesa di Santa Maria Maggiore di Mineo, primitiva chiesa di Santa Maria dei Greci. Il Gran Conte Ruggero per celebrare la locale vittoria dona la statua in alabastro della "Madonna Regina degli Angeli". Nell'antichità tempio pagano dedicato al dio Sole, in seguito chiesa della Vergine Santissima intorno al III secolo. Ricostruita in stile normanno in seguito al terremoto di Catania del 1169 e restaurata in seguito al terremoto del Val di Noto del 1693.
- 1169, Chiesa di Sant'Agrippina di Mineo del 263, trasformata in Moschea, è danneggiata dal terremoto di Catania del 1169 e restaurata in epoca normanna. Semidistrutta dal terremoto del Val di Noto del 1693 e ricostruita nella forma attuale.
- ?, Chiesa della Madonna di Odigitria di Mineo d'epoca bizantina. Ricostruita in epoca normanna in seguito al terremoto di Catania del 1169 e al terremoto del Val di Noto del 1693.
- 1090, Chiesa di Santa Maria la Vetere di Militello in Val di Catania.
- 1154, Chiesa e monastero del Pirato dell'Ordine benedettino di Militello in Val di Catania rovine, edificati per volere di Manfredi Del Vasto conte di Butera, figlio di Simone del Vasto conte dei Lombardi di Sicilia, nipote di Adelaide del Vasto moglie del gran conte di Sicilia Ruggero I.
- XII secolo, Chiesa dello Spirito Santo di Militello in Val di Catania.
- XII secolo, Monastero di San Nicolò l'Arena di Nicolosi.[22]
- ?, Chiesa di San Giovanni di Gerusalemme di Paternò o Commenda e Ospedale di San Giovanni Gerosolimitano, luogo documentato per la sopraggiunta morte di Federico III di Sicilia.
- XII secolo, Chiesa di Santa Maria dell'Alto di Paternò.
- 1090c., Chiesa di Santa Maria della Scala e monastero dell'Ordine basiliano a contrada Giaconia di Paternò. Aggregato in rovina documentato appartenente all'Ordine benedettino e all'Ordine di Sant'Agostino.
- XII secolo, Chiesa di San Marco e monastero dell'Ordine benedettino di Paternò, edificati per opera del Gran Conte Ruggero il Normanno.
- 1092, Chiesa di Santa Maria della Valle di Josaphat o della Gancia di Paternò, edificata per opera della Contessa Adelaide moglie del Gran Conte Ruggero.
- 1350, Monastero della Santissima Annunziata di Paternò. Chiesa e convento di San Francesco, costruita nel 1086, ricostruita nel 1300. Antica chiesa della Maddalena, costruita sul colle nel 1124, crollata e ricostruita a valle presso l'attuale chiesa di Santa Barbara.
- XII secolo, Santuario di Santa Maria di Vena di Piedimonte Etneo, riproposizione del primitivo monastero su preesistenti ruderi, edificato per tradizione da San Gregorio Magno.
- ?, Monastero di San Michele al Fulgerino di Piedimonte Etneo.
- 1263, Abbazia di Santa Maria della Stella o Castelluzzo di Spanò dell'Ordine cistercense tra Bronte e Randazzo fondata da Nicola di Troina. Filiazione dell'abbazia di Casamari e dell'abbazia di Santa Maria della Sambucina.
- ?, Monastero di Santa Maria Maddalena con l'ospedale di Randazzo derivato in monastero di San Giorgio in seguito al regalo del dipinto di "San Giorgio" alle Monache del monastero da parte del Gran Conte Ruggero.
- XII secolo, Monastero di San Giovanni di Fiumefreddo o Psychro di Randazzo, ruderi di complesso religioso di rito greco.[23] Sede dei Cavalieri Templari concessa al monastero di Sant'Agata di Catania dall'arcivescovo Roberto.
- 1214, Basilica minore di Santa Maria Assunta di Randazzo, riedificata tre volte conserva su un pilastro l'immagine della "Madonna del Pileri" o "Madonna del Pilastro" derivazione iberica della "Madonna del Pilar".
- XIII secolo, Chiesa del Signore della Pietà fuori le mura di Randazzo.
- XIII secolo, Chiesa di San Nicolò di Randazzo.
- XIII secolo, Chiesa di San Martino di Randazzo, il campanile risale all'XI secolo.
- XIII secolo, Chiesa di San Pietro di Randazzo.
- VIII - IX secolo, Basilichetta di contrada Imbischi o Cuba di Imbischi presso Randazzo, ruderi.
- VIII - IX secolo, Cuba di Jannuzzo presso Randazzo, ruderi.
- VIII - IX secolo, Cuba di Sant'Anastasia presso Randazzo, ruderi.
- X - XI secolo, Chiesa della Madonna della Lettera di Riposto. Quarta riedificazione del primitivo luogo di culto.
- 1143, Abbazia di Santa Maria di Licodia e monastero dell'Ordine benedettino di Santa Maria di Licodia, chiesa e cenobio edificati da Simone di Policastro sono affidati al Monaco Cassinense Geremia di Sant'Agata.[24] Casa madre del monastero di San Nicolò l'Arena di Catania.
- 1143, Chiesa del Santissimo Crocifisso di Santa Maria di Licodia edificata per opera del conte Simone di Policastro.
- 1081, Chiesa Santuario alla Vergine Odigitria di Santa Maria la Strada costruita per opera del Gran Conte Ruggero.
- 1380, Chiesa di San Giovanni la Punta di San Giovanni la Punta, attuale ricostruzione di luogo di culto distrutto dal terremoto del Val di Noto del 1693.
- XIII secolo, Chiesa di San Michele Arcangelo o Fanum Gallorum di San Michele di Ganzaria.
- ?, Chiesa di Santo Stefano di Dagala del Re, contrada San Michele frazione di Santa Venerina.
- 1308, Chiesa di Santa Maria Maggiore di Scordia.
- 1038, Santuario di Maria Santissima di Valverde di Valverde.
- ?, Monastero di San Giacomo o Priorato di Zafferana Etnea, edificato su preesistente monastero dell'Ordine benedettino di San Sabino, distrutto dal terremoto del Val di Noto del 1693 e documentato.
- ?, Monastero di San Michele e di Sant'Elia.
- ?, Convento di San Filippo.

## Enna e provincia
- 1095, Reale abbazia di San Filippo Siriaco o abbazia di San Filippo di Argirò o chiesa e reale abbazia di San Filippo d'Agira di Agira, edificata per opera del Gran Conte Ruggero sui resti dell'antico monastero dell'Ordine basiliano di rito greco del VII e VIII secolo.[25]
- ?, Chiesa di San Filippo Siriaco di Agira, edificata presso il castello e originariamente dedicata a San Pietro in Vincoli.
- XI secolo, Monastero di Santa Maria della Latina di Agira documentato in epoca normanno - sveva.
- 1134, Chiesa di Santa Maria la Cava o Lo Plano e Torre di Adelasia di Aidone, edificata per opera di Adelasia di Adernò.
- XI secolo, Chiesa Madre di San Lorenzo di Aidone.
- 1134, Chiesa di Maria Santissima delle Grazie di Aidone, edificata per opera di Adelasia di Adernò.
- IX secolo,   di Aidone, edificata trasformando una moschea musulmana.
- 1090, Chiesa di San Leone di Aidone.
- 1150, Chiesa di San Michele Arcangelo di Aidone.
- 1140, Chiesa di San Marco di Aidone.
- 1186, Basilica di San Leone di Assoro. Il sisma dell'11 gennaio conosciuto come terremoto del Val di Noto del 1693 arreca danni. Dichiarata monumento nazionale nel 1933.
- XIII secolo, Chiesa dello Spirito Santo di Assoro.
- 1062, Chiesa di Santa Maria Maggiore e di San Pietro di Calascibetta, edificata per opera del Gran Conte Ruggero fondatore del tempio e della Città. Cinte murarie, porte d'accesso e torri di protezione in parte derivate in elementi architettonici e campanile dell'edificio sacro.
- 1063, Ruderi della Chiesa di San Giorgio e di San Michele di Cerami, edificata per opera del Gran Conte Ruggero per commemorare la Vittoria di Cerami.[25]
- XI secolo, Basilica e Cappella vescovile di San Martino di Tours del Castello di Lombardia di Enna, ruderi nel primitivo nucleo normanno.
- XII secolo, Chiesa dello Spirito Santo di Enna, è parte di un antico complesso bizantino restaurato nel 1320 per opera dei frati dell'Ordine dei frati minori conventuali.
- XII secolo, Chiesa di San Michele Arcangelo di Enna, edificata sui resti di una preesistente moschea.
- XII secolo, Chiesa di San Cataldo di Enna, parte del tempio primitivo d'epoca normanna è inserita nell'odierna chiesa di San Cataldo.
- XI secolo, Chiesa di San Nicolò Petit di Nicosia, primitiva chiesa dell'anno 820 nei pressi del castello arabo - normanno.
- X secolo c., Chiesa Santa Maria della Scala di Nicosia, primitiva cappella e chiesa bizantina, trasformata dagli Arabi in Moschea e restituita dai Normanni al culto cristiano, inglobata nell'attuale basilica di Santa Maria Maggiore già primitiva sede della "Confraternita di Santa Maria della Misericordia".
- XII secolo, Chiesa di San Michele Arcangelo di Nicosia.
- 1125, Chiesa antica dell'Annunziata oggi santuario della Madonna del Carmelo di Nicosia.
- 1096, Gran Priorato di Sant'Andrea di Piazza Armerina. Chiesa e cenobio costituivano l'antico Priorato dell'Ordine Equestre del Santo Sepolcro di Gerusalemme in Sicilia. Con la chiesa di Santa Croce di Messina è sede dei canonici regolari di Sant'Agostino unita poi al monastero del Santo Sepolcro in Gerusalemme. Sede dei Cavalieri del Santo Sepolcro quale donazione del conte Simone del Vasto, signore di Butera e di Policastro, nipote del gran conte Ruggero, sette anni dopo la presa di Gerusalemme.[26]
- 1361, Chiesa di San Giovanni e convento dell'Ordine benedettino di Piazza Armerina.
- 1163, Chiesa di San Martino di Tours primitivo duomo di Piazza Armerina.
- 1150, Chiesa di Santa Maria del Soccorso primitivo luogo di culto donato dal conte Simone Aleramico all'Ordine Militare dei Cavalieri dell'Ospedale di Gerusalemme, oggi Commenda dei Cavalieri di Malta di Piazza Armerina.
- XIII secolo, primitiva chiesa madre derivata in cattedrale di Maria Santissima delle Vittorie di Piazza Armerina. Il Campanile in stile catalano - cinquecentesco è l'unico elemento di raccordo dei due impianti architettonici.
- 1062, Monastero di San Michele Arcangelo o vecchio monastero dell'Ordine basiliano di Troina, edificato per volontà del Gran Conte Ruggero trasferito in seguito presso il monastero di San Michele Arcangelo o nuovo monastero inizi XVIII secolo, ruderi.[27]
- 1094, Monastero di San Silvestro e Sant'Elia d'Ambula dell'Ordine basiliano di Troina, (dal greco Embula: «del buon consiglio») edificato su iniziativa del protonotario Giovanni e per volontà del Gran Conte Ruggero e del fratello Roberto il Guiscardo.[13][25]
- 1088, Oratorio dei Bianchi, primitivo impianto adiacente alla cattedrale di Troina.
- XIII secolo, Chiesa di San Nicolò alla Piazza, impianto adiacente alla cattedrale di Troina.
- XII secolo, Chiesa di San Nicolò in Scalforio, Troina.

## Messina e provincia

### Versante ionico
- 1134, Chiesa di Santo Stefano Juniore o del Monte Sant'Aussenzio e monastero dell'Ordine basiliano (intitolati a Stefano il Giovane o di Costantinopoli) di Salice, Messina, luogo di culto donato da Ruggero II di Sicilia all'Archimandridato del Santissimo Salvatore dei Greci.
- 1010, Chiesa della Madonna della Candelora di Faro Superiore, Messina. Nel 1200c. è documentata la chiesa della Madonna Annunziata poi intitolata alla Madonna delle Grazie. L'edificio sorgeva nell'attuale area ricreativa dell'odierna chiesa della Madonna Assunta costruita nel 1600 addossata alla prima.
- 1200, Chiesa della Madonna Annunziata di Faro Superiore, Messina.
- XI secolo, Monastero di San Giorgio dell'Ordine basiliano di Massa San Giorgio, luogo di culto documentato.
- ?, Chiesa di Santa Maria della Grotta di Messina. Luogo di culto documentato, con le dipendenze costituiva il Gran Priorato di Santa Maria della Grotta.[28][29]
- XI secolo, Monastero di San Giovanni Battista Prodromo dei Greci di Messina edificato dal Gran Conte Ruggero. Già dell'Ordine di San Basilio, aggregato al monastero di Santa Caterina di Valverde nel (1590) con breve apostolico di Papa Sisto V del 1588. Ubicato in contrada dell'«Agonia».[30]
- ?, Chiesa di Santa Chiara e monastero femminile dell'Ordine francescano sotto il titolo di «Santa Maria degli Angioli» di Messina, aggregato edificato da Federico II di Svevia.[31]
- ?, Monastero di San Luigi Calonerò dell'Ordine benedettino primitiva sede del monastero di San Placido Calonerò.
- 1361 - 1376, Monastero di San Placido Calonerò o monastero di San Placido il Vecchio o monastero di San Placido in Silvis circoscrizione di Ponte Schiavo, istituzione dell'Ordine benedettino.[32][33]
- 1086, Monastero di Santa Maria Maddalena di Valle Giosafat col monastero di San Placido Calonerò costituiva il Gran Priorato messinese di Santa Maria Maddalena dell'Ordine benedettino.
- ?, Grancia dei Padri Certosini di Molino.
- 1195, Monastero di Santa Maria di Malfinò di Messina derivato in chiesa di Santa Barbara e monastero femminile dell'Ordine benedettino.
- 1096, Chiesa di San Domenico di Messina, fondata presso la primitiva chiesa di San Marco con annesso ospedale dei Cavalieri templari.[34]
- 1238, Chiesa di Santa Maria del Carmelo e convento presso Ritiro torrente San Michele della V circoscrizione. Primitivo insediamento cittadino dell'Ordine Carmelitano. Luoghi di culto documentati.
- ?, Chiesa di Santa Maria del Carmelo e convento presso Ritiro marina torrente San Michele della V circoscrizione. Luoghi di culto documentati.
- 1292, Chiesa del Carmine agli Argentieri e convento nei pressi della basilica cattedrale protometropolitana di Santa Maria Assunta. Luoghi di culto documentati.
- 1304, Chiesa del Carmine e convento presso la chiesa di San Cataldo (area attuale Teatro Vittorio Emanuele II), costruzioni distrutte dal terremoto della Calabria meridionale del 1783.
- XI secolo, Monastero di Santa Maria della Valle e Badiazza di Ritiro Messina, al complesso appartiene la chiesa di Santa Maria della Valle, nel 1347 gli edifici sono di pertinenza della chiesa di Santa Maria della Scala, strutture potenziate e finanziate con gli ingenti lasciti disposti dal Re normanno Guglielmo II e sua madre, Margherita di Navarra.
- 1086, Primitiva chiesa del Santissimo Salvatore e monastero dell'Ordine basiliano ubicati presso il Forte del Santissimo Salvatore di Messina. Aggregato edificato per volontà del Gran Conte Ruggero in seguito all'uccisione di un'intera guarnigione di soldati. L'area costituiva un antico insediamento greco romano risalente all'VIII secolo a.C..[35] Il monastero basiliano del Santissimo Salvatore fu ricostruito sull'area dell'attuale Museo regionale di Messina dall'imperatore Carlo V d'Asburgo.[36]
- 1292, Chiesa dello Spirito Santo e monastero dell'Ordine cistercense di Messina.
- XI secolo, Chiesa di San Pietro dei Pisani di Messina edificata dai mercanti Pisani stanziatisi in città e collaboratori coi Normanni per la definitiva cacciata degli arabi. Il titolo dell'antica parrocchia è pervenuto all'attuale chiesa dei Santi Pietro e Paolo edificata dopo il terremoto di Messina del 1908. Merita menzione il passaggio avvenuto con la permuta della chiesa dei Santi Pietro e Paolo con la chiesa di Santa Maria del Regina Coeli. I padri dell'Ordine dei Camilliani giunti a Messina s'insediano nella piccola chiesa di Santa Maria del Regina Coeli permutata con l'edificio dirimpetto molto più capiente. L'ex chiesa di Santa Maria del Regina Coeli divenuta chiesa dei Santi Pietro e Paolo, coi Padri Crociferi diviene un piccolo gioiello d'arte con l'opera di Polidoro da Caravaggio. Con la distruzione dell'edificio in seguito al terremoto della Calabria meridionale del 1783, il titolo di parrocchia passa alla chiesa di Gesù e Maria del Selciato. Con la successiva distruzione dell'edificio in seguito al terremoto di Messina del 1908 il titolo di parrocchia passa alla chiesa baracca della Madonna del Carmine gestita dai Padri Carmelitani, fino alla ricostruzione dell'odierno luogo di culto, obiettivo dei bombardamenti che hanno colpito la città durante il secondo conflitto mondiale.
- 1175, Chiesa di San Clemente e monastero dell'Ordine benedettino di Messina posto sotto la giurisdizione del Vescovo di Monreale. Il culto è introdotto in epoca bizantina da San Gregorio Magno. L'attuale edificio della chiesa di San Clemente è stato ricostruito in seguito ai numerosi terremoti e l'incendio della baracca provvisoria.
- 1222, Chiesa di San Francesco d'Assisi all'Immacolata e convento, oratorio di Messina edificati dai religiosi dell'Ordine dei frati minori. Ospitò Sant'Antonio di Padova durante i due passaggi in Sicilia. Cappella Reale, complesso mirabilmente ricostruito col riutilizzo delle stesse pietre in seguito al terremoto di Messina del 1908.
- XII secolo, Sinagoga di Messina, trasformata in chiesa di San Filippo Neri, edificio distrutto dal terremoto di Messina del 1908.
- ?, Chiesa di San Tommaso Apostolo il Vecchio di Messina. Sebbene la targa apposta sul prospetto anteriore dell'edificio rechi la data 1530, la struttura, la cupola e l'abside sono di matrice bizantina.
- XII secolo, Chiesa di San Giovanni di Malta di Messina, fondata per voler di San Benedetto da Norcia dal monaco benedettino Placido su edificio di culto preesistente al 535, commemora i santi martiri messinesi Placido, Eutichio, Vittorino e Flavia.
- XII secolo, Chiesa della Santissima Annunziata dei Catalani di Messina riedificata per volontà di Guglielmo II di Sicilia su preesistente luogo di culto pagano Tempio di Nettuno. Trasformata in Moschea durante la dominazione araba, Cappella Reale dal nome primitivo di chiesa di Santa Maria Annunziata o Nunziatella di Castellammare per la vicinanza della Fortezza di Castellammare.
- XIII secolo, Chiesa di Santa Maria Alemanna e ospedale di Messina edificati dalla colonia tedesca stanziatisi in città in seguito all'avvento dei Normanni, nel 1220 l'imperatore Federico II di Svevia fondava a Messina il Priorato dei Cavalieri Teutonici. Gli edifici servivano come basi logistiche per le Crociate.
- 1100, Monastero di San Filippo il Grande di Messina eretta sulla grotta - eremo di San Filippo Siriaco (o San Filippo d'Agira o San Filippo d'Argirò) per volontà del Gran Conte Ruggero.[13][32][37]
- 1286, Santuario della Madonna di Montalto di Messina. Della costruzione si conosce la data esatta, allorché sul colle della Caperrina il 12 Giugno 1286 un evento miracoloso delimita il perimetro del primitivo tempio legata agli eventi dei Vespri Siciliani. Il 28 aprile 1282, dopo l'insurrezione di Palermo, anche Messina si ribella ai Francesi, ha così inizio un periodo di lotte che si trascinano per un ventennio fino al 31 agosto 1302, data della Pace di Caltabellotta.
- 1147, Chiesa di San Leone di Messina, dedicata al siciliano Papa Leone II.
- 1147, Chiesa di Santo Stefano di Messina.
- ?, Chiesa di San Nicola di Bari e monastero dell'Ordine basiliano di Zafferia di Messina.
- 1099, Monastero di San Salvatore di Bordonaro.
- VIII secolo, Chiesa di Santa Maria di Loreto nella circoscrizione di Pezzolo di Messina, d'origini bizantine.
- XII secolo, Chiesa di Santa Maria della Latina di Messina. Luogo di culto documentato, edificato per volontà del gran Conte Ruggero, con le dipendenze costituiva il Gran Priorato di Santa Maria della Latina.
- XII secolo, Chiesa di Santa Croce di Messina, luoghi di culto documentati. Chiesa e cenobio costituivano l'antico Priorato dell'Ordine Equestre del Santo Sepolcro di Gerusalemme in Sicilia. Col Priorato di Sant'Andrea di Piazza Armerina è sede dei canonici regolari di Sant'Agostino unita poi al monastero del Santo Sepolcro in Gerusalemme. Sede dei Cavalieri del Santo Sepolcro e dell'omonima confraternita, nel 1537 durante la fortificazione della città è riedificata col medesimo titolo, aggregata alla Chiesa di Santa Croce della città di Mineo e alla chiesa della Beata Vergine dell'Accomandata di Messina, componenti del Priorato.[38]
- 1193, Abbazia cistercense di Santa Maria di Roccamadore di Tremestieri, fondata dal normanno Bartolomeo de Luci, con l'Eremo di Santa Maria della Misericordia e il Monastero di San Placido Calonerò. Filiazione dell'Abbazia di Casamari e dell'Abbazia di Santa Maria della Sambucina. Dipendenza del Monastero Cistercense di Vallebona e Regia Chiesa Abbaziale di Santa Maria La Noara dove nel 1784 confluisce la comunità novarese dopo la soppressione del Monastero voluta dai Borboni.[32][33]
- 1091, Chiesa di Santa Maria di Mili San Pietro, costruita per opera del Gran Conte Ruggero edificata su una preesistente costruzione Bizantina, vi è seppellito Giordano d'Altavilla caduto a Siracusa. Egumeno Michele.[13][32][37]
- XIII secolo. Chiesa della Calispera di Contesse, edificata per opera delle contesse Beatrice, Eleonora e Violante che nel villaggio avevano posto la loro residenza.
- 1131, Chiesa e monastero di Santo Stefano o Immacolatella o Briculo dell'Ordine basiliano di Santo Stefano di Briga, edifici costruiti per volontà del Gran Conte Ruggero.
- X secolo, Abbazia e monastero di San Pietro di Galati dell'Ordine basiliano di Galati Superiore.
- 1130, Chiesa e monastero di Sant'Anna dell'Ordine benedettino di Galati Inferiore, primitivo luogo di culto edificato da Adelasia di Adernò nipote del Gran Conte Ruggero.[39]
- XIII secolo, Chiesa di San Nicola di Briga Superiore.
- XIII secolo, Chiesa di San Paolo degli Infermi di Briga Superiore.
- XII secolo, Chiesa di Santa Maria e San Costantino di Santo Stefano Medio, distrutta in seguito ad un'inondazione, è ricostruita al centro del paese come chiesa di Santa Maria dei Giardini.
- 1092, Basilica arabo normanno dei Santi Pietro e Paolo di Itala, costruita per opera del Gran Conte Ruggero edificata su una preesistente costruzione per celebrare la vittoria normanna sugli Arabi. Primo abate Gerasimo.[13][32][33]
- ?, Chiesa di Santa Maria di Fiumedinisi, documentata.
- ?, Chiesa di Santa Maria della Provvidenza di Fiumedinisi, documentata.
- 1093, Monastero di San Nicandro di San Nicone dell'Ordine basiliano di Fiumedinisi, edificato su richiesta del pio monaco Biagio al Gran Conte Ruggero.
- XII secolo, Santuario Maria Santissima Annunziata, chiesa madre di Fiumedinisi.
- XI - XII secolo, Chiesa di San Pietro di Fiumedinisi.
- ?, Chiesa di San Nicola di Bari di Fiumedinisi.
- XII secolo, Chiesa di Sant'Anna o Nunziatella di Fiumedinisi.
- 1091 c., Monastero di Santa Maria Annunziata o della Madre di Dio dell'Annunciazione dell'Ordine basiliano di Mandanici, edificato per volontà del Gran Conte Ruggero su preesistente insediamento arabo e bizantino.[13] Al monastero è donata la chiesa di San Nicola de Scamino.[40]
- 1100 c., Chiesa della Santissima Trinità e annesso monastero di San Basilio Magno di Mandanici, edificato su preesistente insediamento arabo, complesso dato in concessione alla comunità ortodossa per essere destinato a Centro di Studi Internazionali.
- 1100 c., Duomo di Santa Domenica di Mandanici.
- 1130, Chiesa di Santa Maria in Cielo Assunta di Savoca.
- 1250, Chiesa di San Michele di Savoca.
- XIII secolo, Chiesa di San Nicolò di Savoca.
- X secolo, Eremo di Savoca, lo d'Agrò riedificazione di luogo di culto noto come chiesa del Calvario e dedicato alla "Beata Vergine dei Sette Dolori e della Santa Croce".
- 1117, Chiesa dei Santi Pietro e Paolo d'Agrò di Casalvecchio Siculo, ricostruita grazie ad una donazione di Ruggero II. Edificata su una preesistente costruzione Bizantina del 560 distrutta in seguito dagli Arabi. Primo abate Gerasimo.[32]
- 1117, Chiesa di Sant'Onofrio di Casalvecchio Siculo, ricostruita sulla primitiva chiesa di Sant'Onofrio edificata e menzionata nel diploma da Ruggero II di Sicilia.
- ?, Chiesa di Santa Maria delle Preci o Madonna delle Preci o Sancta Maria Precum o Madonna delle Preghiere di Limina, del 1397 sorta sull'antica sinagoga del IX secolo posta nell'antico ghetto ebraico della Judeca.
- 1117, Chiesa di San Teodoro «de Ambra» presso Taormina, possedimento della chiesa dei Santi Pietro e Paolo d'Agrò (Agrilla del Campo) assegnato da Ruggero II di Sicilia.[41]
- ?, Primitiva cattedrale di Taormina sotto il titolo della «Vergine Assunta in Cielo» d'epoca bizantina, distrutta parzialmente in epoca araba, dal 1617 chiesa di San Francesco di Paola e convento dell'Ordine dei minimi.
- ?, Chiesa dei Santi Pietro e Paolo di Taormina, luogo di culto sorto in epoca bizantina su rovine di primitivo tempio pagano.[42]
- XII secolo, Chiesa di San Pancrazio di Taormina, benché di stile barocco, il primitivo nucleo d'epoca bizantina, sorge e ingloba parte del Tempio di Giove Serapide.[43]
- ?, Chiesa di San Lorenzo di Taormina. Luogo di culto documentato nel periodo arabo, edificato presso la chiesa di Santa Maria di Gesù dell'Ordine dei Frati minori osservanti di San Francesco d'Assisi.[44]
- XII secolo, Chiesa di San Pantaleone di Giardini Naxos, inglobata nel complesso monumentale del Castello di Schisò, possedimento del Monastero di Santa Maria di Gala assegnato da Ruggero II di Sicilia.[41]
- 1100, Chiesa dell'Annunziata di Castelmola.[45]
- 1100, Chiesa di San Biagio di Castelmola.
- 1092, Monastero di San Salvatore di Placa di Francavilla di Sicilia, ricostruita per opera del Gran Conte Ruggero affidata ai Basiliani edificata su un preesistente monastero di rito greco del IX secolo. Primo Abate Clemente o Cremete.
- ?, Cuba Bizantina Trichora di Malvagna.

### Versante tirrenico

#### Tirreno - Peloritani
- 1101, Monastero basiliano di San Gregorio Magno di Gesso sorto in una località teatro di scontri fra Normanni e Saraceni, luogo di culto documentato.
- XII secolo, Monastero basiliano di San Biagio di Gesso, luogo di culto documentato.
- XII secolo, Monastero basiliano di San Nicola di Bari di Gesso, luogo di culto documentato.
- XII secolo, Monastero femminile della Badia di Gesso, luogo di culto documentato.
- ?, Abbazia di San Gregorio di Bauso.[46]
- V - VI secolo, Chiesa del Santissimo Salvatore o di Gesù e Maria o del Salvatore primitiva chiesa di Santa Maria dei Cerei o della Candelora di Rometta, edificio di culto d'epoca bizantina.
- XI secolo, Duomo di Santa Maria Assunta di Rometta, primitive strutture d'epoca normanna sono inglobate nell'attuale edificio.
- 1061, Monastero di San Nicola e Monastero di Sant'Anna di Monforte San Giorgio fondati dal Gran Conte Ruggero, potenziati e finanziati da Ruggero II di Sicilia e posti alle dipendenze dell'Abate Archimandrita del Monastero del Santissimo Salvatore dei Greci di Messina.
- 1100, Chiesa di San Nicola di Bari di Gualtieri Sicaminò, il Gran Conte Ruggero dona la chiesa al monastero basiliano di Santa Maria Annunziata o della Madre di Dio dell'Annunciazione di Mandanici.
- 1088, Abbazia di San Filippo d'Agira di San Filippo del Mela per opera del Gran Conte Ruggero.[46]
- XIII secolo, Chiesa delle Anime del Purgatorio di Marina Corta di Lipari.
- 838, Chiesa di San Bartolomeo extra - moenia o di Sant'Agatone extra - moenia di Lipari, primitiva Cattedrale di Lipari.
- ?, Cuba di Milazzo, metochio del Monastero di San Teodoro di Milazzo e della Masseria, quest'ultima incastonata nella nuova zona commerciale dietro il Mc Donald.
- XII secolo, Chiesa della Madonna del Boschetto di Milazzo, Cappella reale dell'Imperatore Federico III di Sicilia e dei Sovrani d'Aragona di stile bizantino ma, dubbie le origini bizantine.[47][48]
- 1232, Santuario di Sant'Antonio di Padova di Milazzo, dimora temporanea del santo.[49]
- ?, Chiesa di Santa Caterina d'Alessandria di Milazzo, recenti fonti documentali collocano la riedificazione in stile bizantino al 1464, pertanto non si esclude l'esistenza di un luogo di culto preesistente.[50]
- XII secolo, Chiesa di Santa Marina Vergine di Santa Marina di Milazzo, luogo di culto ristrutturato nel 1644.[51]
- XII secolo, Chiesa di Sant'Antonio Abate demolita nel (1616).[52] Edificio d'epoca normanna.
- XII secolo, Chiesa di San Basilio Magno[53] documentata in epoca bizantina, derivata in chiesa di San Benedetto, poi distrutta in epoca araba e successivamente ricostruita.
- ?, Chiesa di San Biagio di Milazzo, luogo di culto ubicato sul colle omonimo poi derivato in chiesa di Gesù e Maria, in seguito in chiesa di San Francesco di Paola e convento dell'Ordine dei Minimi.
- XII secolo, Chiesa di San Cono di Milazzo d'epoca normanna e demolita in epoca spagnola.[51]
- ?, Chiesa di San Euplio sul promontorio di Milazzo vicino al Castello di Sant'Opulo, documentati 3 jugeri donati al medesimo monastero d'origine bizantina.[54]
- ?, Chiesa di Sant'Ermo sul promontorio di Milazzo, edificio d'epoca bizantina (Sant'Erasmo), struttura demolita per la costruzione del Torrione di Sant'Ermo nel 1581, poi derivata in chiesa di Gesù e Maria (1621) sede della Congregazione di Gesù e Maria, oggi chiesa di Santa Maria Maggiore.[55]
- ?, Chiesa di San Filippo Maggiore di Milazzo, documentata in epoca normanna e demolita anteriormente al 1570 per edificare l'aggregato del Carmine[56]
- ?, Chiesa di San Giacomo di Milazzo documentata nel (1432)[57] d'epoca bizantina.
- ?, Chiesa di San Giovanni di Milazzo d'epoca bizantino - normanna.[58]
- ?, Chiesa di San Michele d'epoca bizantina presso il porto di Milazzo, chiesa che godeva di un jugero di terra. Nel 1105 la regina Adelasia del Vasto donava il tutto al monastero di Santa Maria di Gala.[59]
- ?, Chiesa di San Nicola di Milazzo d'epoca bizantina, in seguito nota come chiesa di San Nicolò dei Lombardi.[60][61] chiesa di rito greco verosimilmente demolita in epoca araba.
- ?, Chiesa di San Teodoro e priorato di Milazzo d'epoca normanna. Impianto primitivo sul promontorio, luogo di culto dipendente dalla chiesa del Santissimo Salvatore.[13][60][62]
- ?, Chiesa della Santissima Trinità di Milazzo.[60]
- XII secolo, Chiesa di San Zaccaria, frazione Migliardo di Barcellona Pozzo di Gotto, costruzione d'epoca normanna dipendente dal monastero di Santa Maria di Gala, ruderi.
- ?, Primitivo cenobio di Santa Maria della Visitazione risalente all'VIII secolo e restaurato nel 1600.[63] Chiesa di Santa Maria della Visitazione, frazione Centineo (1955 - 1959) di Barcellona Pozzo di Gotto.
- 1105, Monastero di Santa Maria di Gala nella omonima frazione di Barcellona Pozzo di Gotto, rifondato per opera della Contessa Adelaide moglie del Gran Conte Ruggero, dedicato alla "Madonna Galaktotrophousa" ovvero "Madonna che allatta il Bambino" o Panaghia Galaktotrophousa da cui deriva l'origine etimologica della località Gala ove sono presenti i ruderi. In città la Chiesa e Monastero dei Basiliani della seconda metà del XVIII secolo, ha sostituito la vecchia sede dei Basiliani di Gala. Come il Monastero di San Filippo di Demenna, il più articolato dal punto di vista della struttura, il Monastero di Santa Maria di Gala vantava i maggiori possedimenti di pertinenza nella provincia di Messina e della Sicilia intera.[60]
- 1310, Grotta di Santa Venera o di Santa Venera Parasceve nel feudo dei Basiliani di Barcellona Pozzo di Gotto, tempio rupestre a pianta quadrata e cupola ottagonale. Di derivazione armena - bizantina del VII – VIII secolo.
- 1174 c., Chiesa di Sanctca Maria que est in vineis o di Santa Maria in Termini detta "In Vineis" o chiesa dei Benedettini di Terme Vigliatore, censita sotto il regno Guglielmo II di Sicilia.
- XII secolo, Chiesa di Santa Maria delle Grazie e San Giovanni Battista di Rodì Milici.
- 1137, Monastero Cistercense di Vallebona e Regia Chiesa Abbaziale di Santa Maria La Noara di Novara di Sicilia retta da Ugone Cistercense, costruita per opera di Ruggero II di Sicilia.[46] Il complesso è stato trasferito nel 1659 presso la cittadina Abbazia di Sant'Ugo. Filiazione dell'Abbazia di Casamari e dell'Abbazia di Santa Maria della Sambucina.[64]
- 1310, Chiesa di San Giacomo di Calò di Novara di Sicilia.
- XIII secolo, Chiesa di San Francesco d'Assisi di Novara di Sicilia.
- XII secolo, Cappella Palatina della Santissima Trinità presso il Castello di Montalbano Elicona di stile bizantino, documentata già sotto il regno di Federico II di Svevia come Cappella Palatina della residenza.
- XII secolo, Chiesa dei Santi Apostoli Pietro e Paolo di Montalbano Elicona, chiesa sorta nella Cittadella al di fuori del perimetro del Palatium, tramutata e pervenuta a noi come basilica minore di Santa Maria Assunta e San Nicolò Vescovo.
- 1110, Monastero di Sant'Elia di Scala o di Sant'Elia di Burracha di Oliveri, di rito greco.
- 1110, Chiesa della Santa Genitrice di Dio o di Santa Maria de lo Plano di Oliveri, dipendenza del Monastero di Santa Maria di Gala di Barcellona Pozzo di Gotto.
- 1178, Chiesa di San Giovanni di Oliveri, edificata per volontà di Ruggero II di Sicilia.
- XIII secolo, Monastero di Santa Chiara di Basicò, luogo di culto documentato sotto il regno di Federico II di Svevia.
- ?, Chiesa di Santa Maria de Mallimacchi nella diocesi di Patti.
- ?, Chiesa di Sant'Ippolito di Patti.
- 1084, Monastero di Sant'Angelo di Lisico dei Demenniti di Sant'Angelo di Brolo.[13][46]
- 1084 c., Abbazia e Monastero di San Michele Arcangelo di Sant'Angelo di Brolo, edificati per opera del Gran Conte Ruggero su preesistente costruzione bizantina di rito greco.

#### Tirreno - Nebrodi
- 1100 c., Monastero di San Basilio di Naso, rifondato per opera del Gran Conte Ruggero.
- 820 - 829, Chiesa di San Pietro in Deca e ruderi della chiesa e monastero d'epoca normanna 1061 di Torrenova, indipendente dal monastero basiliano di San Filippo di Fragalà, dopo il XVI secolo trasferito presso strutture di San Marco d'Alunzio.
- XII secolo, Basilica Salvator Mundi o del Santissimo Salvatore di San Salvatore di Fitalia ricostruzione su preesistente edificio di culto d'epoca bizantina.
- 1060, Monastero delle Monache Benedettine e chiesa del Santissimo Salvatore o Badia Grande di San Marco d'Alunzio, costruita per opera del Gran Conte Ruggero.
- VIII - IX secolo, Chiesa di San Teodoro e complesso del Monastero della Badia Piccola di San Marco d'Alunzio.
- XII secolo, Chiesa del Santissimo Salvatore e monastero femminile dell'Ordine di San Benedetto di San Marco d'Alunzio.[65]
- ?, Chiesa dell'Annunziata di San Marco d'Alunzio, edificata su un preesistente tempio pagano.
- 1091, Abbazia e Monastero di San Nicola Elafico o di San Nicola Serafico localmente declinato in San Nicola del fico o San Nicola de la fico di Raccuja.[46] Il Gran Conte Ruggero, per celebrare una vittoria, finanzia l'ingrandimento del Monastero greco-bizantino. La costruzione normanna è coeva del Castello Branciforti.[13]
- 1090, Monastero di San Filippo in Val Demenna[66] o Abbazia e Convento di San Filippo di Fragalà o Melitiro sorto fra Mirto e Frazzanò, dedicato a San Filippo di Agira, costruito per opera del Gran Conte Ruggero e della Contessa Adelaide terza moglie, edificato su una preesistente costruzione Bizantina della fine dell'VIII secolo - principio del IX secolo, primo abate Gregorio. Alla struttura primitiva del Monastero di San Filippo di Demenna facevano capo costruzioni o ricostruzioni di metochi, tutti elencati nel typikon dell'abate Gregorio tra i quali figuravano i possedimenti e relative chiese di San Talleleo, Sant'Ippolito, San Barbaro, San Teodoro, San Nicolò di Paleocastro, Santa Maria della Gulla, San Pietro di Galati, Santa Maria del Rogato, Santa Maria di Maniace, San Michele Arcangelo, San Marco, nel 1511 all'abbazia rimangono solo le chiese e i possedimenti di Sant'Ippolito, San Nicola la Petra, Sant'Anastasia, San Talleleo. Secondo la regola il metochio o dipendenza del monastero principale è divenuto a sua volta, salvo cancellazione o distruzione, monastero principale elencando attorno a sé metochi e possedimenti secondari. Nello specifico, tutta la struttura facente capo al Monastero di San Filippo di Demenna, salvo cessioni legate a eventi storici, è dipendente dall'Archimandritato del Santissimo Salvatore di Messina.[13][46]
- XII secolo, Chiesa della Santissima Trinità sotto il titolo di Tuttisanti di Frazzanò.
- 1117, Chiesa di Maria Santissima Annunziata di Frazzanò, edificata per volontà della Contessa Adelasia.
- 1120, Chiesa di San Lorenzo di Frazzanò, edificata sulla preesistente chiesa di San Nicola di Bari d'origine greca. La primitiva chiesa di San Lorenzo nel quartiere omonimo fu demolita nel 1555 in seguito a crolli.
  - 1092, Chiesa di San Pietro di Mueli di Longi.
- 1109, Monastero di San Barbaro di Demenna di Alcara li Fusi, di origini bizantine VIII - IX secolo ricostruito per volontà del Gran Conte Ruggero. Nel 1109 Ruggero II di Sicilia riconferma l'egumeno Cosma.
- XI secolo, Monastero di Santa Maria del Rogato di Alcara li Fusi, dell'ordine basiliano del IX secolo potenziato per volontà del Gran Conte Ruggero.
- 1090 c., Santuario dei Tre Santi Alfio, Cirino e Filadelfo posto sul Monte Vecchio di San Fratello. Costruito sui resti dell'antica Chiesa di Santa Maria Palatiorum edificata a sua volta con materiale recuperato da un primitivo tempio greco.
- 1178c., Chiesa della Madonna Annunciata di Marina di Caronia, luogo di culto edificato per volontà di Costanza d'Altavilla.[67]
- ?, Chiesa di San Giovanni Battista Antico di Capizzi, luogo di culto documentato e oggi demolito.
- XII secolo, Chiesa normanna dei Santi Alfio, Filadelfio e Cirino ed eremo di Acquedolci.
- 1176, Chiesa di San Giacomo e Ospedale «Sancti Jacobi de Hospital iuxta mare» di Acquedolci.
- XII secolo, Chiesa e Monastero benedettino di Santa Croce di Santo Stefano in Val Demone, edificata per opera del Gran Conte Ruggero, dipendenza dell'Abbazia della Santissima Trinità di Mileto, passata successivamente alle dipendenze dell'Abbazia di Sant'Anastasia di Castelbuono.
- XII secolo, Convento di Santa Maria di Sparto di Motta d'Affermo, potenziando e ingrandendo un preesistente monastero di epoca bizantina.
- 1170, Chiesa di Santa Lucia di Mistretta per donazione del Vescovo di Cefalù Boso o Bosone de Gorram.
- XII secolo, Chiesa della Madonna del Carmelo di Reitano.
- XII secolo, Chiesa di Santo Stefano Juniore di Salice.
- XII secolo, Chiesa di San Michele Arcangelo di Tusa.
- XII secolo, Chiesa di San Nicola di Bari di Tusa.
- XII secolo, Chiesa di Sant'Antonio Abate di Tusa.
- XII secolo, Chiesa di San Giovanni Battista di Tusa.

## Palermo e provincia
- 1130, Cappella Palatina dei Santi Pietro e Paolo Apostoli di Palermo inserita nel notevole complesso del Palazzo dei Normanni per opera di Ruggero II di Sicilia.
- 1117c., chiesa di Santa Maria di Gerusalemme[68]
- 1175c., Cappella Palatina della Santissima Trinità presso il Palazzo della Zisa documentata già sotto il regno di Guglielmo II di Sicilia come Cappella Palatina della residenza, utilizzata come sacrestia della Chiesa di Gesù, Maria e Santo Stefano alla Zisa, oggi appartiene alla parrocchia della Chiesa dell'Annunziata.
- XI secolo, Cappella Palatina dei Santi Filippo e Giacomo del Castello di Maredolce alla Favara, ricostruzione voluta da Ruggero II di Sicilia sul preesistente palazzo dell'emiro Giafar al-Kalbi II. La Cappella insiste su un precedente luogo di culto islamico di derivazione bizantina.
- 1154 - 1160, Cappella Palatina di San Cataldo adiacente alla Chiesa di Santa Maria dell'Ammiraglio o della Martorana, edificata da Majone da Bari come Cappella Palatina della residenza signorile di proprietà dell'Ammiraglio del Regno, dimora abbattuta per lavori di restauro effettuati da Giuseppe Patricolo nel 1882.
- XII secolo, Cappella Palatina e Castello di Altofonte edificati dal Gran Conte Ruggero, trasformati nel 1307 da Federico II d'Aragona in Monastero Cistercense di Santa Maria d’Altofonte, nel 1633 nel Duomo di Santa Maria d'Altofonte per opera dell'abate cardinale Scipione Caffarelli-Borghese.
- 1130 - 1154, Cappella Palatina del Palazzo Uscibene edificata per opera Gualtiero Offamilio, a Altarello di Baida.
- 1180, Cappella Palatina della Cuba sottana per opera di Guglielmo II di Sicilia.
- 1184, Cappella Palatina o Chiesa di Santa Rosalia (?) della Cuba Soprana documentata dal XVIII secolo e Cubula per opera di Guglielmo II di Sicilia.

- 1143, Chiesa della Martorana o Santa Maria dell'Ammiraglio di Palermo per opera di Giorgio d'Antiochia ammiraglio del Gran Conte Ruggero.
- 1220, Monastero della Martorana di Palermo[69]
- 1071, Chiesa di San Giovanni dei Lebbrosi di Palermo, lebbrosario costruito per volontà dei fratelli Roberto il Guiscardo e Gran Conte Ruggero trasferito al tempo di Guglielmo I di Sicilia.
- 1088, Chiesa di San Giovanni dei Napoletani di Palermo, luogo di culto affidato ai Cistercensi del Monastero di Santo Spirito, primitiva costruzione.
- 1088, Chiesa di Sant'Anna di Porto Salvo al Capo, primitivo insediamento affidato ai Mercedari, demolito nel 1866.
- 1148, Chiesa di San Giovanni degli Eremiti e Monastero dei Benedettini di Palermo, edificati per volontà del Gran Conte Ruggero e sovvenzionato a proprie spese.
- 1167, Chiesa di Santa Maria Annunciata detta la Pinta di Palermo. Al suo posto dal 1670 sorge la Chiesa di Santa Maria dell'Itria detta la Pinta ove era presente un luogo di culto d'epoca bizantina.
- 1149, Chiesa di Santa Maria della Grotta o di Santa Maria de Crypta di Palermo, censita sotto Ruggero II come Abbazia Basiliana. Dipendente assieme al Monastero e Abbazia di Santa Maria della Grotta di Marsala dall'Archimandritato del Santissimo Salvatore, nel 1198 l'Imperatore Enrico VI Hohenstaufen le riunisce sotto un'unica giurisdizione.
- 1149, Chiesa dei Santi Cosma e Damiano di Palermo, censita sotto Ruggero II.
- 1149, Chiesa di San Michele de Indulcis o Chiesa di San Michele Arcangelo di Palermo, censita sotto Ruggero II, il tempio attuale del XVI secolo è edificato sulla paleocristiana Catacomba di San Michele Arcangelo.
- 1149, Chiesa di San Leonardo de Indulcis o Chiesa dei Santi Crispino e Crispiniano degli Andalusi di Palermo, censita sotto Ruggero II.
- XIII secolo, Chiesa di San Nicola di Bari e Torre di San Nicolò all'Albergheria di Palermo.
- XII secolo, Chiesa di San Ranieri e della Compagnia dei Santi Quaranta Martiri al Casalotto di Palermo, edificata sulle catacombe per i primi cristiani.
- 1188, Chiesa di Santa Maria de Ligno di Palermo.
- 1130, Chiesa di Santa Maria Maddalena di Palermo, in stile bizantino - arabo, edificata da Elvira di Castiglia, prima moglie di Ruggero II di Sicilia, affinché ospitasse le sue spoglie e quelle dei conti, duchi, principi, re e regine normanni.[70]
- 1060, Chiesa della Madonna dei Rimedi o primitiva cappella normanna di Palermo, odierno santuario carmelitano, edificata come voto di ringraziamento alla Vergine per la vittoria sugli Arabi per opera del Gran Conte Ruggero.
- 1173, Chiesa e monastero di Santo Spirito o del Vespro di Palermo. Abbazia benedettina cistercense fondata dall'arcivescovo palermitano Gualtiero Offamilio su concessione regia e grazie alle cospicue donazioni di Re Guglielmo II il Buono e di sua madre Margherita di Navarra che arricchirono il patrimonio del monastero. L'edificio sorge nel Cimitero di Sant'Orsola.
- 1191, Chiesa e monastero della Santissima Trinità o Basilica della Santissima Trinità del Cancelliere o della Magione dei Teutonici di Palermo fondata dal normanno Matteo d'Aiello, successore di Stefano di Perche al servizio di Guglielmo II d'Altavilla e annessa alla contigua abbazia cistercense. Sede dell'Ordine Teutonico.[71][72]
- 1171, Monastero benedettino di Santa Maria dei Latini del Gran Cancelliere, dal primitivo nome "Chiesa di Santa Maria de Latinis", in seguito popolarmente conosciuta come "Chiesa di Santa Maria del Cancelliere".[73],[74]
- 1140, Chiesa di San Giorgio in Kemonia di Palermo, sullo stesso impianto oggi sorge la Chiesa di San Giuseppe Cafasso del 1765. Entrambi i luoghi di culto insistono sulle fondamenta di un preesistente tempio risalente al IV secolo.
- XII secolo, Chiesa di Sant'Agata alla Guilla di Palermo costruita sui resti della villa romana in cui sarebbe vissuta Sant'Agata.
- XIII secolo, Chiesa di Sant'Agostino di Palermo costruita nel periodo Angioino inglobando la primitiva cappella della famiglia Maida.
- 1220, Chiesa di Sant'Antonio Abate di Palermo.
- 1304, Chiesa di Santa Chiara e monastero femminile dell'Ordine francescano nella piazza di Ballarò di Palermo.[75]
- 1171, Chiesa di Santa Cristina la Vetere di Palermo edificata per volere dell'arcivescovo Gualtiero Offamilio.
- 1260, Chiesa di San Francesco d'Assisi di Palermo.
- 1310, Chiesa di Sant'Oliva di Palermo. Sul primitivo luogo di culto oggi sorge Chiesa di San Francesco di Paola.
- XII secolo, Chiesa di Sant'Ignazio all'Olivella di Palermo, sebbene il luogo di culto sia stato edificato all'inizio del XVI secolo nella parte più antica ingloba la casa natale di Santa Rosalia di stirpe normanna.
- 1118, Chiesa di Santa Maria di Valverde di Palermo, sebbene il luogo di culto sia stato edificato all'inizio del XIV secolo nella parte più antica ingloba il Monastero carmelitano sorto intorno al 1118.[76]
- 1118, Monastero carmelitano di Valverde sulla direttrice per Porta San Giorgio[77],[76]
- 1072, Chiesa del Santissimo Salvatore di Palermo edificata da Roberto il Guiscardo.
- ?, Monastero basiliano del Santissimo Salvatore presso la Cattedrale Metropolitana della Santa Vergine Maria Assunta di Palermo, riservato alle donne.[78],[69]
- XII secolo, Chiesa di Sant'Andrea degli Aromatari o degli Amalfitani di Palermo, al 1346 risale la fondazione della Confraternita omonima.[79],[80]
- XII secolo, Chiesa di San Teodoro degli argentieri divenuta Chiesa di Sant'Andrea alle Vergini o Chiesa di Sant'Andrea apostolo a Porta Oscura e annesso Monastero Benedettino di Sant'Andrea apostolo alle Vergini. Ricostruzione del monastero in seguito ai bombardamenti del secondo conflitto mondiale.
- XII secolo, Chiesa di San Giacomo dei Militari.[81]
- 1187, Chiesa di Santa Maria Maddalena.[82]
- XIII secolo, Monastero femminile di San Giovanni dell'Origlione al Cassero di Palermo.[75]
- XIII secolo, Chiesa di Santa Caterina d'Alessandria e Monastero domenicano di Santa Caterina d'Alessandria al Cassaro[83],[69]
- 575c., Monastero di San Teodoro di Palermo, fondato da Papa Gregorio Magno.[84]
- 575c., Monastero gregoriano di Sant'Ermete e San Giovanni Evangelista cenobio di Palermo, fondato da Papa Gregorio Magno presso la preesistente Chiesa di San Giorgio e le due Moschee arabe. Identificato col Monastero normanno di San Giovanni degli Eremiti nel piano di San Mercurio. Affidato da Ruggero II di Sicilia ai Benedettini di Montevergine.[85]
- 575c., Monastero Pretoriano di Palermo, fondato da Papa Gregorio Magno derivato in Chiesa di San Gregorio e Convento di San Gregorio degli agostiniani scalzi.[86]
- 575c., Monastero Lucusiano dei santi Massimo e Agata di Palermo, fondato da Papa Gregorio Magno.[87]
- 575c., Monastero di Sant'Adriano di Palermo, fondato da Papa Gregorio Magno.[88]
- 575c., Monastero benedettino di San Martino delle Scale di Palermo, riservato alle donne, fondato da Papa Gregorio Magno. Basilica e Monastero.[89]
- ?, Monastero basiliano di San Matteo di Palermo, riservato alle donne.[78]
- ?, Monastero di Santa Maria di Loreto di Palermo.[78]
- ?, Monastero di San Basilio di Palermo.[78],[90]
- 1081, Chiesa di San Pietro la Bagnara di Palermo edificata per volontà di Roberto il Guiscardo.[91]
- 1071, Chiesa della Madonna della Vittoria di Palermo edificata per volontà di Roberto il Guiscardo e Ruggero I d'Altavilla[92][93]

- 1185, Chiesa Santa di Maria degli Angeli e Monastero di San Giovanni, edificati per volontà di Guglielmo II di Sicilia, antico Cenobio dei monaci benedettini oggi dei Minori Osservanti Francescani di Baida.
- 1068, Chiesa di Santa Maria di Campogrosso di Altavilla Milicia.[94]
- XII secolo, Chiesa di San Michele Arcangelo di Altofonte, eretta nella prima metà del secolo.
- XII secolo, Santuario della Madonna dell'Olio di Blufi, recente documentazione ne colloca la fondazione all'VIII secolo.
- X secolo, Monastero basiliano di San Nicola de Nemore o del Bosco di Caccamo.
- XI secolo, Monastero di San Giovanni Theristis de Nemore o del Bosco di Caccamo.
- ?, Eremo di Sant'Anna di Caccamo.
- XI secolo, Chiesa di Sant'Anna e Santa Venera, primitivo duomo di Caccamo.
- XI secolo, Chiesa di San Lorenzo di Carini e Convento dell'Ordine di Santa Maria della Mercede prima, in seguito dell'Ordine dei Frati Minori Osservanti dell'Eremo della Maddalena, infine dell'Ordine francescano dei Minori Osservanti, struttura oggi destinata a ospedale cittadino. La chiesa è verosimilmente antecedente al periodo saraceno, in quanto i cristiani sotto la dominazione araba, erano costretti a pagare una tassa per poter esercitare il diritto di culto.
- XII secolo, Chiesa del Santissimo Salvatore o del Casale di Caltavuturo del periodo Ruggeriano.
- 1100, Abbazia di Sant'Anastasia di Castelbuono, eretta dal Gran Conte Ruggero e affidata ai monaci dell'Ordine basiliano e transitata ai religiosi dell'Ordine benedettino fino al 1316.[95]
- XIII secolo, Chiesa di Maria Santissima Assunta di Castelbuono, eretta su una preesistente moschea e il campanile costruito sui ruderi di una torre saracena.
- 1090, Priorato di Santa Maria della Cava e Chiesa dell'Annunziata di Castelbuono, in stile "gotico - primitivo", condotto dai Padri Benedettini risistemato dal conte Francesco I Ventimiglia nel 1320.
- 1100, Monastero dei Santi Cosma e Damiano di Rocca di Gonato di Castelbuono, dei monaci basiliani di rito greco.
- 1316, Cappella Palatina di Sant'Anna presente nel Castello dei Ventimiglia di Castelbuono oggi Museo civico di Castelbuono.
- XII secolo, Chiesa della Madonna dell'Udienza di Castronovo di Sicilia, primitivo duomo appartenente al rito greco - bizantino.
- XII secolo, Chiesa di San Giorgio dei Greci o del Giudice Giusto di Castronovo di Sicilia.
- 1091, Chiesa della Santissima Trinità di Castronovo di Sicilia, edificata utilizzando la struttura del castello normanno costruito per opera del Gran Conte Ruggero.[17]
- 1091, Chiesa di San Vitale di Castronovo di Sicilia, edificata nel XVII secolo sulla struttura della Cappella Regia normanna di San Giorgio costruita per opera del Gran Conte Ruggero.
- XII secolo, Chiesa della Madonna dei Miracoli e annesso Ospizio dei Teutonici di Castronovo di Sicilia.
- XI secolo, Chiesa di San Pietro di Castronovo di Sicilia, di origine bizantina.[96] Sede di una sessione itinerante del Parlamento siciliano 1391.[97]
- ?, Monastero di Santo Stefano di Melia dell'Ordine basiliano di Castronovo di Sicilia, d'origini bizantine e potenziato in epoca normanna.
- 1159, Chiesa di San Leonardo di Cefalù, originariamente dedicata a San Giorgio per opera di Ruggero II di Sicilia.
- XII secolo, Monastero di Santa Caterina di Cefalù, la struttura strutturalmente modificata, dalla seconda metà del XX secolo ospita il palazzo municipale di Cefalù.
- XII secolo, Chiesa di Santa Maria Maddalena di Ciminna.
- XII secolo, Abbazia Benedettina di Santa Maria di Montecristo di Ciminna, nelle adiacenze del Castello di Ciminna e del Castrum Novum.
- 1130, Abbazia di Santa Maria del Pedale di Collesano, dei monaci basiliani di rito greco.
- XIII secolo, Monastero benedettino di Santa Maria di Burgitabis di Collesano.
- 1140, Chiesa di Santa Maria la Vecchia o di Santa Maria Assunta di Collesano.
- XII secolo, Basilica di San Pietro di Collesano, costruita per opera di Adelasia di Adernò.
- 1371, Chiesa di San Sebastiano di Collesano.
- 1078, Abbazia di Santa Maria del Bosco di Calatamauro dell'Ordine benedettino di Contessa Entellina, sorta su insediamento del V secolo.[17]
- XIV secolo, Chiesa di San Nicolò di Gangi, collegata alla Torre dei Ventimiglia su preesistente omonimo luogo di culto.
- 1242, Chiesa di Sant'Anna di Geraci Siculo, la cappella palatina della famiglia Ventimiglia presso il Maniero dei Ventimiglia.
- XIII secolo, Abbazia di Santa Maria del Bosco di Giuliana.
- 1115, Abbazia di San Giorgio di Gratteri, unico insediamento in Sicilia dell'Ordine premostratense degli Agostiniani Riformati. Fondata dal Gran Conte Ruggero in stile bizantino.
- 1100, Abbazia di Sant'Anastasia di Gratteri, edificata per volontà del Gran Conte Ruggero.
- XII secolo, Chiesa e Convento di Santa Maria di Gesù di Gratteri, edificata per volontà di Gilberto di Manforte, affidato all'Ordine benedettino e successivamente all'Ordine francescano, il convento è oggi sede del municipio.
- 1090, Chiesa di Sant'Elia di Gratteri, edificata per volontà del Gran Conte Ruggero.
- ?, Chiesa di San Nicolò di Gratteri.
- ?, Chiesa di Sant'Icono di Gratteri.
- XI secolo, Chiesa di San Michele Arcangelo di Gratteri, attuale Duomo cittadino, derivato dalla preesistente Chiesa di Santa Maria in Castro, primitiva Cappella del Castello.
- XII secolo, Chiesa di Santa Eufemia di Lascari.
- XIII secolo, Basilica abbaziale di San Martino delle Scale di Monreale, ricostruzione medievale di luogo di culto del VI secolo per opera di San Gregorio Magno.
- 1174, Chiesa di Santa Ciriaca di Monreale, donazione di Guglielmo II d'Altavilla di ricostruzione di luogo di culto dedicato a Santa Ciriaca o Santa Domenica.[98] Tra il IX e l'XI secolo, la Chiesa di Santa Ciriaca o Santa Domenica o «Aghia Kiriaki» in epoca araba, luogo di culto dedicato a Santa Ciriaca, è sede temporanea della cattedra palermitana. Edificio di culto al quale Papa Alessandro III fa riferimento nella bolla pontificia emanata il 30 dicembre 1174, con la quale ratifica la costruzione della nuova cattedrale di Monreale, indicandone l'ubicazione con le parole "... Super Sanctam Kjriacam".[99][100]
- 1174, Chiesa di San Vito di Monreale.
- 1174, Chiesa di San Silvestro di Monreale, donazione di Guglielmo II d'Altavilla.
- 1123, Chiesa di Santa Apollonia di Misilmeri.
- 1273, Chiesa e Monastero di Sant'Angelo di Palazzo Adriano, già preesistente.
- 1273, Chiesa e Monastero di San Cristoforo di Palazzo Adriano, già preesistente.
- 1067, Chiesa di San Teodoro di Petralia Soprana, per opera del Gran Conte Ruggero.
- ?, Chiesa del Santissimo Salvatore di Petralia Soprana in periodo arabo era una moschea e fu consacrata ai riti cristiani dal Gran Conte Ruggero.
- IX secolo, Chiesa di San Calogero di Petralia Sottana, in parte riedificata nel 1632 ingrandendola con le navate laterali.
- IX secolo, Chiesa di Santa Maria alla Fontana di Petralia Sottana, riedificazione su preesistente moschea.
- X - XI secolo, Chiesa di Sant'Antonio Abate, primitiva moschea araba di Polizzi Generosa.
- XI secolo, Chiesa di San Pietro fuori le mura di Polizzi Generosa.
- XI secolo, Duomo di Santa Maria Assunta o di Santa Maria Maggiore di Polizzi Generosa, rifondato per opera di Adelasia di Adernò nipote del Gran Conte Ruggero elargendo generosi contributi. Signora di Polizzi e moglie di Rinaldo dell'Aquila.
- 1177, Chiesa della Commenda, edificata da Ruggero I D'Aquila, proprietà dell'Ordine Sovrano Militare di Malta, ruderi di Polizzi Generosa.
- 1167, Chiesa di San Nicolò de' Franchis eretta da Pietro da Tolosa di Polizzi Generosa.
- XII secolo, Chiesa di San Pancrazio di Polizzi Generosa.
- XII secolo, Chiesa dell'Udienza di Polizzi Generosa.
- XII secolo, Chiesa della Santissima Trinità dei Cavalieri Teutonici di Polizzi Generosa.
- 1260, Eremo Di San Gandolfo di Polizzi Generosa.
- 1300c., Chiesa di Santa Maria Gesù lo Piano di Polizzi Generosa.
- 1300c., Chiesa di San Francesco d'Assisi e convento dell'Ordine dei frati minori conventuali, oggi auditorium San Francesco di Polizzi Generosa.
- ?, Chiesa di Santa Sofia o del Monte di San Mauro Castelverde, tempio d'epoca bizantina.
- 152, Chiesa Santa Maria dei Tracchi o dell'Annunziata di San Mauro Castelverde.
- XI secolo, Chiesa di San Giovanni Evangelista fusa con la chiesa San Vito, anteriori all'anno 1000, nel 1620 mantenendo parti comuni hanno dato origine del duomo di San Mauro Abate di San Mauro Castelverde.
- XIII secolo, Chiesa di Santa Maria Assunta di Sclafani Bagni per intervento di Matteo Sclafani.
- XII secolo, Chiesa di San Giacomo di Termini Imerese, primitiva chiesa madre cittadina.[101]
- 1171, Chiesa di Santa Maria e monastero di Santa Maria di Vicari nel Val di Mazara di Vicari.

## Ragusa e provincia
- XIII secolo, Santuario della Beata Maria Vergine di Gulfi di Chiaramonte Gulfi, il primitivo edificio di culto eretto nel IV secolo sotto il pontificato di San Gregorio Magno. Rimaneggiato in epoca svevo - chiaramontana.
- ?, Chiesa di San Nicola di Comiso, sulla primitiva costruzione bizantina sorge l'attuale Basilica di Maria Santissima Annunziata fine XV - inizio XVI secolo.
- ?, Chiesa di San Biagio di Comiso, la Chiesa di Abraxia (III - IV secolo), a sua volta incorporata nelle strutture della Chiesa Romanica di San Biagio il Vecchio costituiscono l'antico corpo dell'odierno edificio di culto.
- XIII secolo, Chiesa di San Bartolomeo di Giarratana, del primitivo edificio di culto in seguito al Terremoto del Val di Noto del 1693 scampò l'abside nella parte abbandonata dell'antica urbe. La nuova chiesa di San Bartolomeo custodisce l'altare maggiore trasferito in seguito alla ricostruzione della città in un sito ritenuto più sicuro.
- ?, Chiesa di Santa Maria del Focallo o del Ficallo di Ispica, luogo di culto documentato, distrutto dal terremoto del Val di Noto del 1693.[102]
- 1301, Duomo di San Pietro di Modica.
- 1090, Duomo di San Giorgio di Modica, la primitiva costruzione edificata per opera del Gran Conte Ruggero sulle rovine della Chiesa di Santa Croce distrutta dagli Arabi durante la presa delle Rocche di Modica. Posta sotto la tutela della Diocesi di Mileto attraverso l'Abbazia della Santissima Trinità.[103]
- 1090, Chiesa di San Giovanni Evangelista coeva del Duomo di San Giorgio di Modica, la primitiva costruzione edificata per opera del Gran Conte Ruggero sulle rovine della Chiesa di San Pietro extra moenia del VII secolo. Posta sotto la tutela della Diocesi di Mileto attraverso l'Abbazia della Santissima Trinità.
- 1265, Chiesa di San Giovanni Battista di Monterosso Almo.
- XII secolo, Antica Chiesa di San Giorgio di Ragusa edificata per volontà di Goffredo d'Altavilla figlio del Gran Conte Ruggero. In seguito al terremoto del Val di Noto del 1693 del grandioso tempio normanno resta solo il Portale. Il Duomo di San Giorgio attuale sorge in posizione più elevata nell'antica Ragusa Iblasorge sulla primitiva Chiesa di San Nicola d'origini bizantine.
- XIII secolo, Chiesa di Santa Maria delle Scale di Ragusa edificata dai monaci cistercensi dell'Abbazia di Santa Maria di Roccadia di Lentini, in forme gotiche. Dopo il Terremoto del Val di Noto del 1693 è ampliata e in gran parte ricostruita in stile barocco.
- XIII secolo, Chiesa e Convento di San Francesco all'Immacolata di Ragusa con portale di epoca sveva e torre campanaria in stile normanno - svevo. Dopo il Terremoto del Val di Noto del 1693 è gran parte ricostruita in stile barocco.
- XII secolo, Chiesa della Beata Vergine Maria poi trasformata in Chiesa dell'Esaltazione della Santa Croce infine mutuata in Chiesa di San Giovanni Battista di Santa Croce Camerina.
- 1091, Chiesa Madonna delle Milizie di Scicli.
- ?, Chiesa di San Matteo di Scicli, il primitivo impianto risale all'epoca paleocristiana.
- ?, Chiesa di Santa Maria La Nova di Scicli, derivata dalla primitiva Chiesa di Sancta Maria Pietatis di epoca bizantina.
- 1086c., Chiesa di San Lorenzo e monastero dell'Ordine benedettino di Scicli. Nel 1392 la chiesa fu spostata nel rione San Filippo pertanto assunse il nome di chiesa dei Santi Filippo e Lorenzo.

## Siracusa e provincia
- 1220 - 1230, Basilica cistercense del Murgo presso Agnone Bagni, Federico II di Svevia.[104]
- XII secolo, Chiesa di San Domenico di Augusta.
- 1212, Chiesa di Sant'Antonio di Buccheri.
- ?, Chiesa ed Eremo della Madonna delle Grazie di Buccheri, luogo di culto medievale.
- 1225, Chiesa e convento di Sant'Andrea di Buccheri, luogo di culto medievale dell'Ordine Teutonico edificata per volontà di Federico II di Svevia.
- ?, Chiesa rupestre di San Nicola di Buccheri, luogo di culto altomedievale.
- ?, Chiesa rupestre di San Pietro di Buscemi, luogo di culto d'epoca bizantina.
- 260c., Primitiva chiesa di Santa Maria la Cava al Tirone di Lentini.
- 260c., Primitiva basilica di Sant'Alfio al piano della Dogana di Lentini.
- 260c., Primitiva chiesa dei venti Santi Martiri di Lentini.
- ?, Chiesa di Zitone di Lentini.
- ?, Chiesa di San Giuseppe Giusto di Lentini, ruderi.
- 1070 o 1176, Monastero di Santa Maria di Roccadia presso Lentini, fondato dall'abate Giovanni da Lentini, disaccordo degli storici sull'esatta attribuzione dell'edificazione.[105]
- XII secolo, Chiesa di San Leonardo di Lentini, luogo di culto menzionato in un diploma federiciano del 1229.[104] I feudi dei Cavalieri Templari passano ai Cavalieri Gerosolimitani del Priorato di San Giovanni dei Bagni di Lentini per transitare in seguito al Regio Erario. Infine i feudi sono donati ai Canonici di Malta, con residenza a Lentini e Siracusa.
- 1100, Chiesa di Sant'Elia di Noto antica, dedicata a Sant'Elia di Noto, costruzione greca riadattata a luogo di culto.[106]
- 1212, Abbazia di Santa Maria dell'Arco dell'Ordine cistercense di Noto antica, edificata sotto il regno di Federico II per opera di Isimbardo di Morengia, primo abate Rodulphum.[105][107]
- ?, Basilica di San Focà di Priolo Gargallo, fondata dal vescovo di Siracusa Germano nel IV secolo.
- ?, Eremo di Croce Santa di Rosolini.
- ?, Basilica Paleocristiana del Castello dei Platamone di Rosolini.
- 1100, Chiesa di Santa Lucia al Sepolcro di Siracusa, l'edificio sorge su preesistente luogo di culto d'epoca bizantina distrutto dagli arabi.
- XII secolo, Chiesa Santa Lucia extra moenia di Siracusa sorta in età bizantina VI secolo, riedificata in età normanna in stile normanno - svevo.
- XIII secolo, Chiesa di Santa Lucia la Piccola o chiesa di Santa Lucia dei Disciplinati. Luogo di culto documentato costituito da parte di un grosso edificio d'epoca sveva progressivamente demolito attraverso i secoli.
- ?, Eremo francescano di Fontana Murata di Siracusa, luogo di culto medievale.
- 1093, Chiesa San Nicolò ai Cordari di Siracusa, luogo di culto medievale edificato su preesistente basilica paleocristiana. Nel tempio furono celebrate le esequie di Giordano d'Altavilla figlio del gran conte Ruggero.
- ?, Basilica dello Spirito Santo di Siracusa, è una delle quattro basiliche volute dal vescovo Germano, nel IV secolo.
- ?, Basilica di San Giovanni Battista alla Giudecca o "Chiesa di San Giovannello" di Siracusa.
- 1492, Sinagoga derivata in Basilica di San Giovanni Battista di Siracusa.
- ?, Basilica di San Martino di Siracusa di origine normanna.
- ?, Basilica paleocristiana di San Pietro intra - moenia di Siracusa.
- 1104, Chiesa di San Pietro ad Baias di Siracusa, il conte Tancredi dona al vescovo Ruggero il monastero Benedettino di Tremilia[108] costruito sulle basi del vecchio convento San Pietro de Bajais edificato da Papa Gregorio magno intorno al VI secolo.
- 1300c., Chiesa di San Pietro al Carmine di Siracusa.
- ?, Basilica di San Paolo Apostolo presso il tempio di Apollo sull'isola di Ortigia di Siracusa.
- ?, Chiesa del Salvatore di Siracusa, luogo di culto cristiano documentato all'interno del tempio di Apollo e demolito nel XVII secolo.
- 1236, Chiesa di San Francesco all'Immacolata di Siracusa edificata dal Beato Riccardo.
- 1320, Chiesa di Santa Maria della Concezione di Siracusa.
- XII secolo, Chiesa di Santa Maria di Gesù e Collegio di Santa Maria di Siracusa. Sorgono sull'antico Monastero di Santa Maria fondato da Guglielmo II di Sicilia detto il buono nel 1169. Il Convento fu restaurato completamente dai Frati Minori Osservanti che lo abitarono fin dal 1474.
- 1222, Chiesa di San Domenico e Convento di San Domenico di Siracusa, edificata per volontà della regina Costanza d'Aragona e dello stesso Federico II di Svevia. Riedificazione e restauri in seguito al devastante terremoto del Val di Noto del 1693. Il convento edificato, con l'annessa chiesa, vicino alla Chiesa di San Fantino oggi dedicata a San Giuseppe.
- 1365, Chiesa di San Benedetto e Monastero benedettino di San Benedetto di Siracusa.
- 1199, Chiesa di San Tommaso apostolo di Siracusa, edificata dal vescovo Lorenzo succeduto nella sede episcopale all'inglese Riccardo.
- ?, Chiesa di Sant'Andrea dei Teatini e Convento dei Teatini di Siracusa, eretti da Stefano nel V secolo. Oggi la Chiesa di San Francesco d'Assisi all'Immacolata occupa l'area.
- ?, Convento della Capitulana di Siracusa, fondato agli inizi del VI secolo.
- ?, Convento di San Nicolò di Siracusa, primo monastero fondato in Sicilia alla fine del V secolo dal vescovo Sant'Eulalio.
- ?, Chiesa di San Lorenzo fuori le mura e Convento di Sant'Agostino di Siracusa, i padri agostiniani giungono nel V secolo. I luoghi di culto sono documentati fino al 1592 col trasferimento nella Chiesa del Santo Sepolcro. Nel 1866, il convento e la chiesa sono adattati per ospitare gli uffici dell'Intendenza di Finanza e le Guardie Demaniali.
- ?, Monastero benedettino di Sant'Eustachio di Siracusa, costruito verso la metà del secolo IV dal vescovo Eneco Alemannia nei pressi della Cattedrale, di fronte alla Chiesa di Santa Sofia. I terreni su cui sorgevano la chiesa e il monastero furono concessi per la costruzione del Monastero di Montevergine.
- 1169, Chiesa di Santa Maria della Concezione e Monastero benedettino di Santa Maria della Concezione di Siracusa, eretti fuori le mura e fondati nel 1169 dal re Guglielmo II il Buono sotto la regola di San Benedetto. Destinatario di privilegi nel 1197, nel 1218 concessi dall'imperatore Federico II di Svevia e da sua moglie Costanza d'Aragona. Nel 1320 il vescovo Pietro Montecateno, trasferì il monastero entro le mura e nel 1402 lo unificò al Monastero benedettino di Santa Margherita fondato nel 1393 da Giacoma Bonaventura. Per la sua importanza e ricchezza primeggiava tra i monasteri della città, in buona parte distrutto dal terremoto del Val di Noto del 1693. La ricostruzione costituisce l'odierna Prefettura.
- 1338, Monastero francescano di Santa Chiara di Siracusa, adiacente alla Chiesa dello Spirito Santo e fondato dalla regina Elisabetta di Carinzia moglie del re Pietro II di Sicilia.
- ?, Trigona di Vendicari, cuba bizantina.

## Trapani e provincia
- IX secolo, Chiesa normanna di Calatabarbaro o del Berbero di Calatafimi Segesta, abbandonata nel XIII secolo.
- XI secolo, Chiesa normanna di Santa Maria di Calathamet di Calatafimi Segesta, abbandonata nel XIII secolo.
- XII secolo, Duomo di San Silvestro Papa di Calatafimi.
- 1100, Chiesa della Madonna del Rosario di Castellammare del Golfo.
- ?, Cozzo Monaco presso Castellammare del Golfo e Custonaci, ruderi d'abitato e Monastero d'epoca medievale.

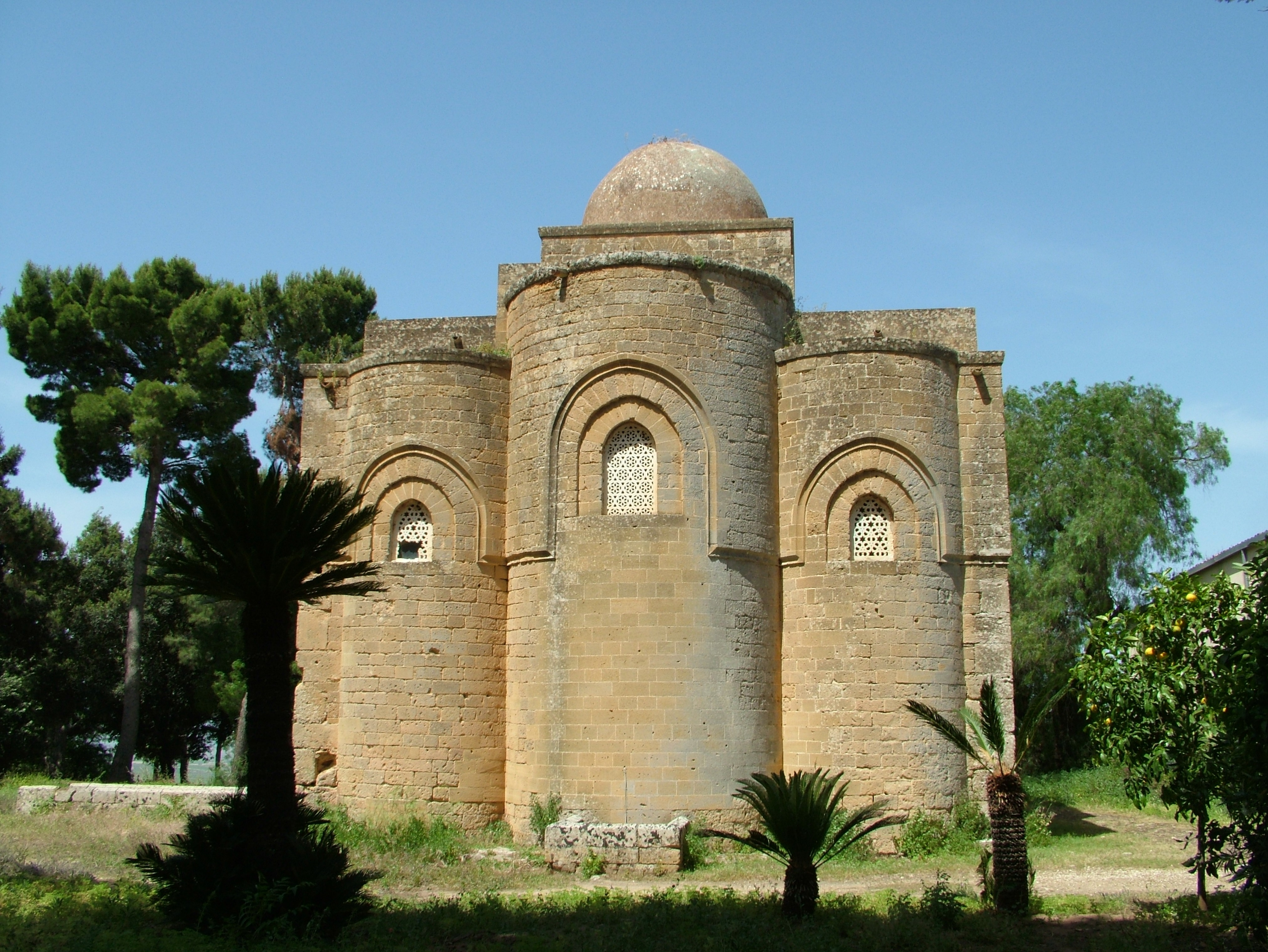
Chiesa della Santissima Trinità di Delia

- XII secolo prima metà, Chiesa della Santissima Trinità di Delia di Castelvetrano d'impronta Bizantina.[109]
- XII secolo c., Primitivo impianto della chiesa di Sant'Orsola o dell'«Addolorata» di Erice.
- 1092 c., Primitiva Chiesa di San Giuliano di Erice, edificata da Giordano d'Altavilla, figlio del Gran Conte Ruggero per celebrare la locale vittoria contro i Turchi.
- ?, Cappella della Vergine Assunta, primitivo nucleo della Reale Matrice di Erice successivamente ingrandita da Federico III d'Aragona durante le guerre del Vespro.
- XI secolo, Chiesa di San Martino di Erice, il primitivo nucleo edificato per volontà del gran Conte Ruggero e successivamente rimaneggiata.
- XI secolo, Chiesa di San Giovanni Battista di Erice, primitivo nucleo edificato in epoca normanna e successivamente rimaneggiata.
- 1074 - 1101, Chiesa di Santa Caterina presso il Forte di Santa Caterina di Favignana edificata dal Gran Conte Ruggero.
- XI secolo, Chiesa normanna presso il primitivo presidio militare d'epoca romana Case Romane di Marettimo.
- 1098, Monastero e Abbazia di Santa Maria della Grotta di Marsala, costruita per opera dell'ammiraglio Cristodulo per volontà della reggente Contessa Adelaide terza moglie del Gran Conte Ruggero per compensare la perdita della sede vescovile, di rito greco secondo la regola di San Basilio, presso la necropoli punica, latomie e necropoli paleocristiana. Dipendente assieme all'abbazia di Santa Maria della Grotta di Palermo dall'Archimandritato del Santissimo Salvatore, nel 1198 l'Imperatore Enrico VI Hohenstaufen le riunisce sotto un'unica giurisdizione.
- 1124, Chiesa di San Michele e monastero femminile dell'Ordine di San Benedetto di Mazara del Vallo, edificata per opera di Giorgio d'Antiochia ammiraglio del Gran Conte Ruggero.
- 1124, Chiesa di San Nicolò Regale di Mazara del Vallo.
- XI secolo, Chiesa di Santa Veneranda e annesso monastero dell'Ordine benedettino di Mazara del Vallo.
- 1095 c., Chiesa della Madonna delle Giummare o chiesa di Santa Maria de Jumarriis di Mazara del Vallo, edificata per opera di Giuditta d'Evreux, prima moglie del Gran Conte Ruggero.
- 1318, Chiesa di Santa Caterina di Mazara del Vallo.
- ?, Duomo di San Nicola di Bari di Salemi, anticamente tempio di Venere in epoca romana, verosimilmente insistente su una moschea in epoca araba, Chiesa Madre medievale dedicata alla Madonna degli Angeli fino al 1615 quando ebbe inizio il riassemblaggio e la ricostruzione per opera di Mariano Smiriglio.
- ?, Basilica di San Nicola di Bari di Trapani, anticamente Tempio di Nettuno in epoca romana, Chiesa di rito greco nel 536 dedicata in epoca medievale a San Nicola dalla famiglia Ventimiglia.[110]
- 1076, Chiesa di San Pietro di Trapani, costruita da Giordano d'Altavilla, figlio del Gran Conte Ruggero per celebrare la locale vittoria contro i Saraceni, edificata su un edificio di culto precristiano.[111]
- ?, Basilica di San Pietro di Trapani, primitivo tempio cristiano che in epoca romana vide lo stesso San Pietro predicare tra le sue mura. Totalmente riedificato nel 1076 dal Gran Conte Ruggero.
- 1300, Basilica santuario di Maria Santissima Annunziata di Trapani, eretta sulla primitiva chiesa di Santa Maria del parto del 1250.[112]
- XIII secolo, Chiesa di Sant'Antonio del Mare di Trapani, utilizzata come lazzaretto, demolita nel XVI secolo.
- 1129, Chiesa di Maria Santissima del Soccorso o «Badia Nuova» di Trapani, primitiva chiesa di rito greco d'epoca bizantina integrata da torre in epoca normanna. Chiesa e monastero riedificati in epoca aragonese, il monastero è oggi destinato a sede dell'Intendenza di Finanza.[113]
- 1101, Chiesa di Sant'Agostino di Trapani edificata dal Gran Conte Ruggero come cappella dei Cavalieri templari e dedicata a San Giovanni Battista. Quando l'ordine fu sciolto nel 1312, l'anno dopo passò ai padri agostiniani che l'ampliarono secondo i canoni del gotico[114],[115],[116]
- 536, Chiesa di Santa Sofia derivata in chiesa della Badìa Nuova di Trapani.
- 1164, Chiesa di Sant'Andrea Apostolo di Valderice edificata sotto il regno di Guglielmo I di Sicilia, all'interno è stata rinvenuta una lapide del III secolo d.C.

## Galleria d'immagini

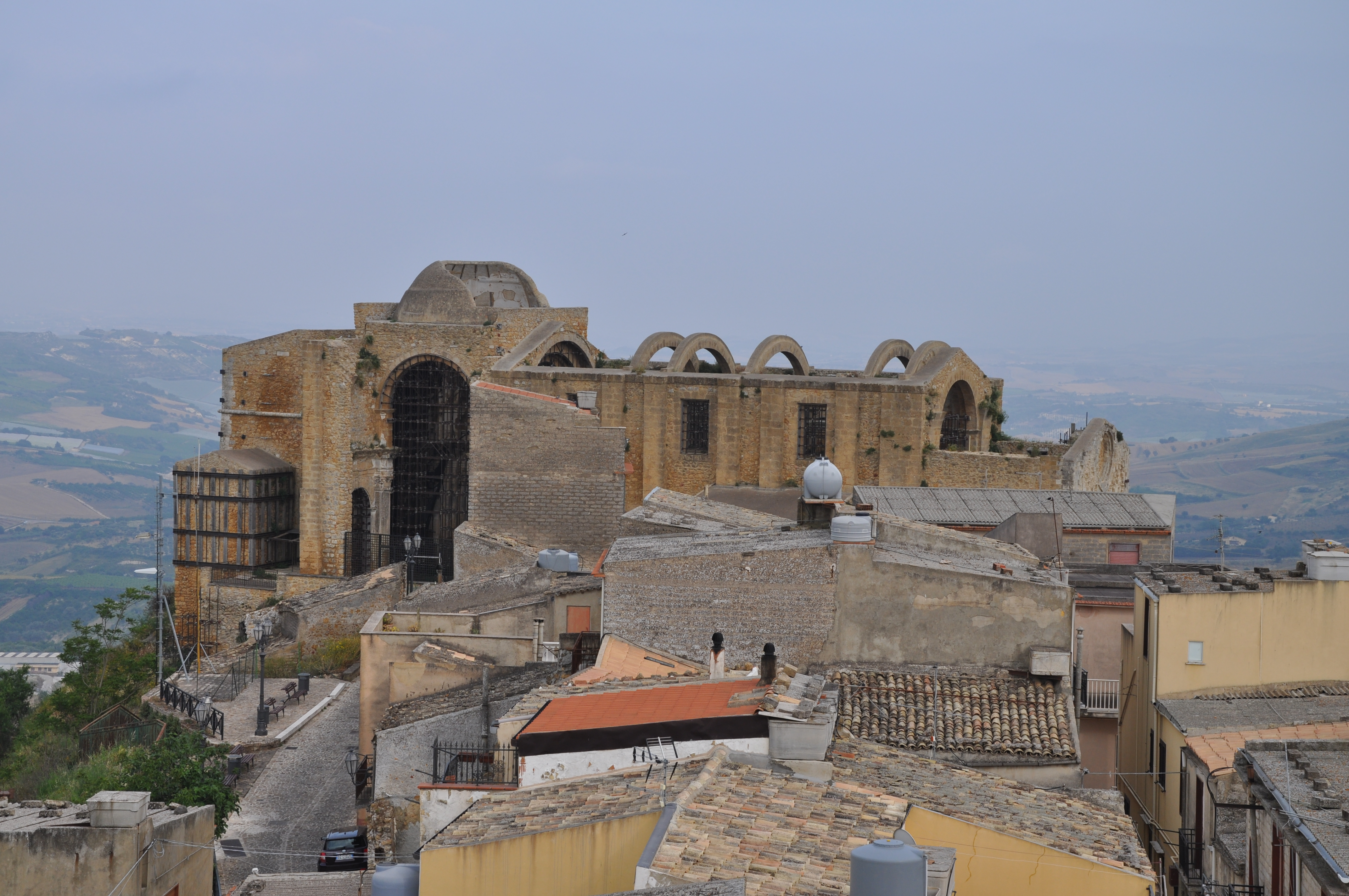
Antico Duomo di Naro
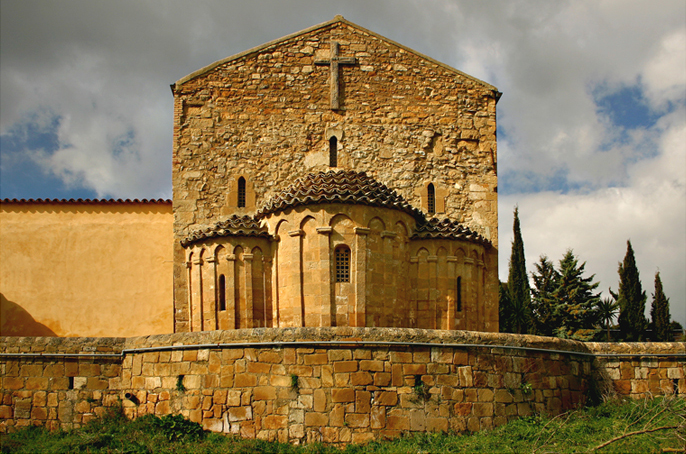
Abbazia di Santo Spirito
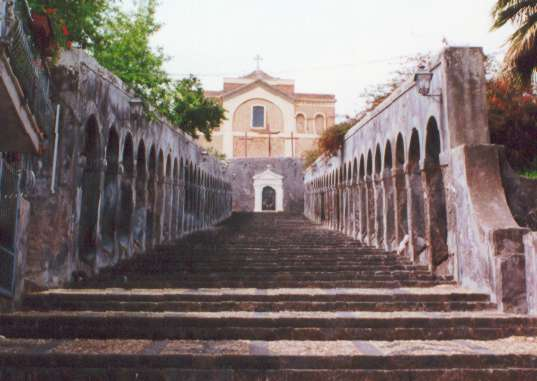
Matrice di Paternò
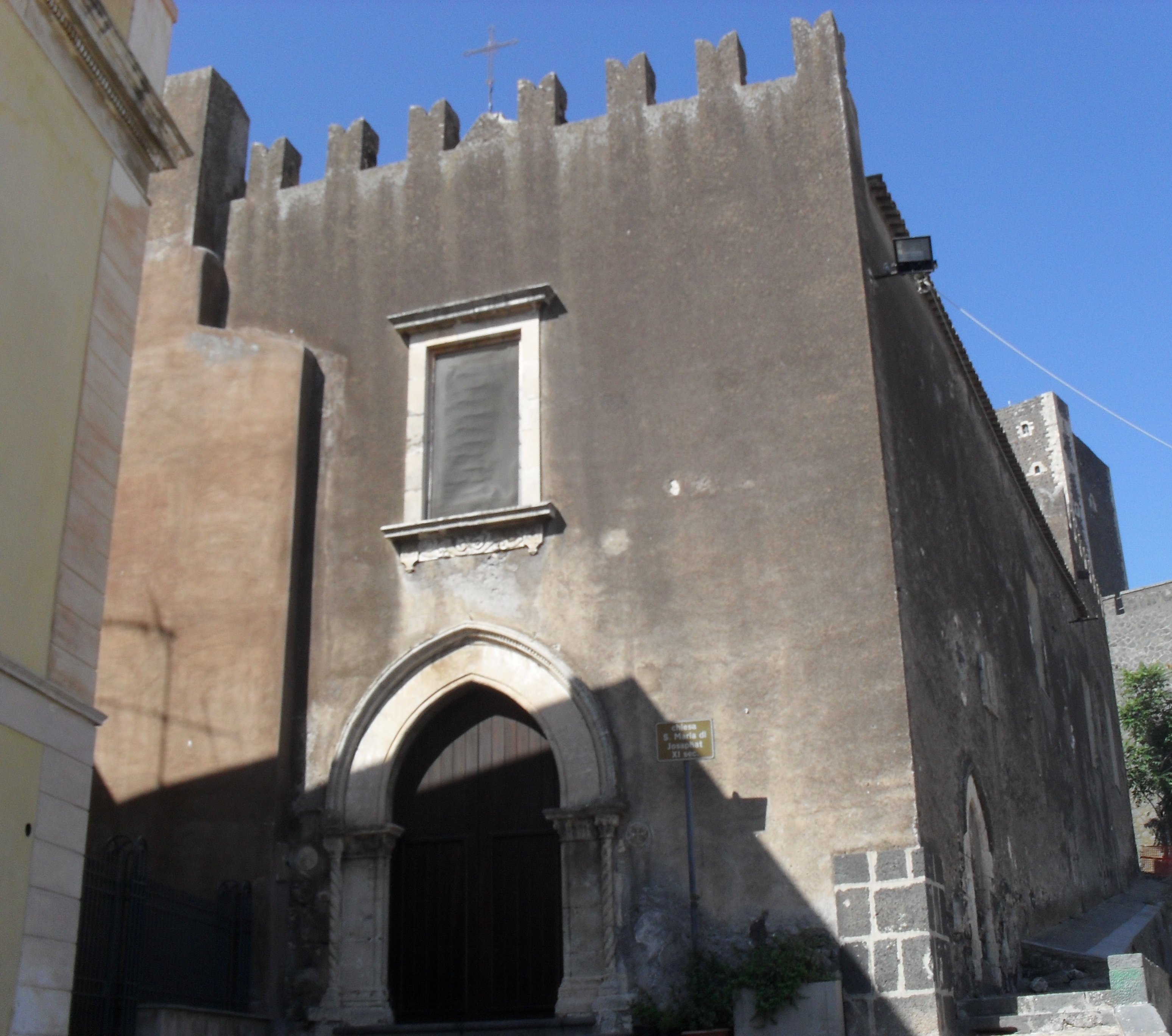
Chiesa della Gancia Paternò
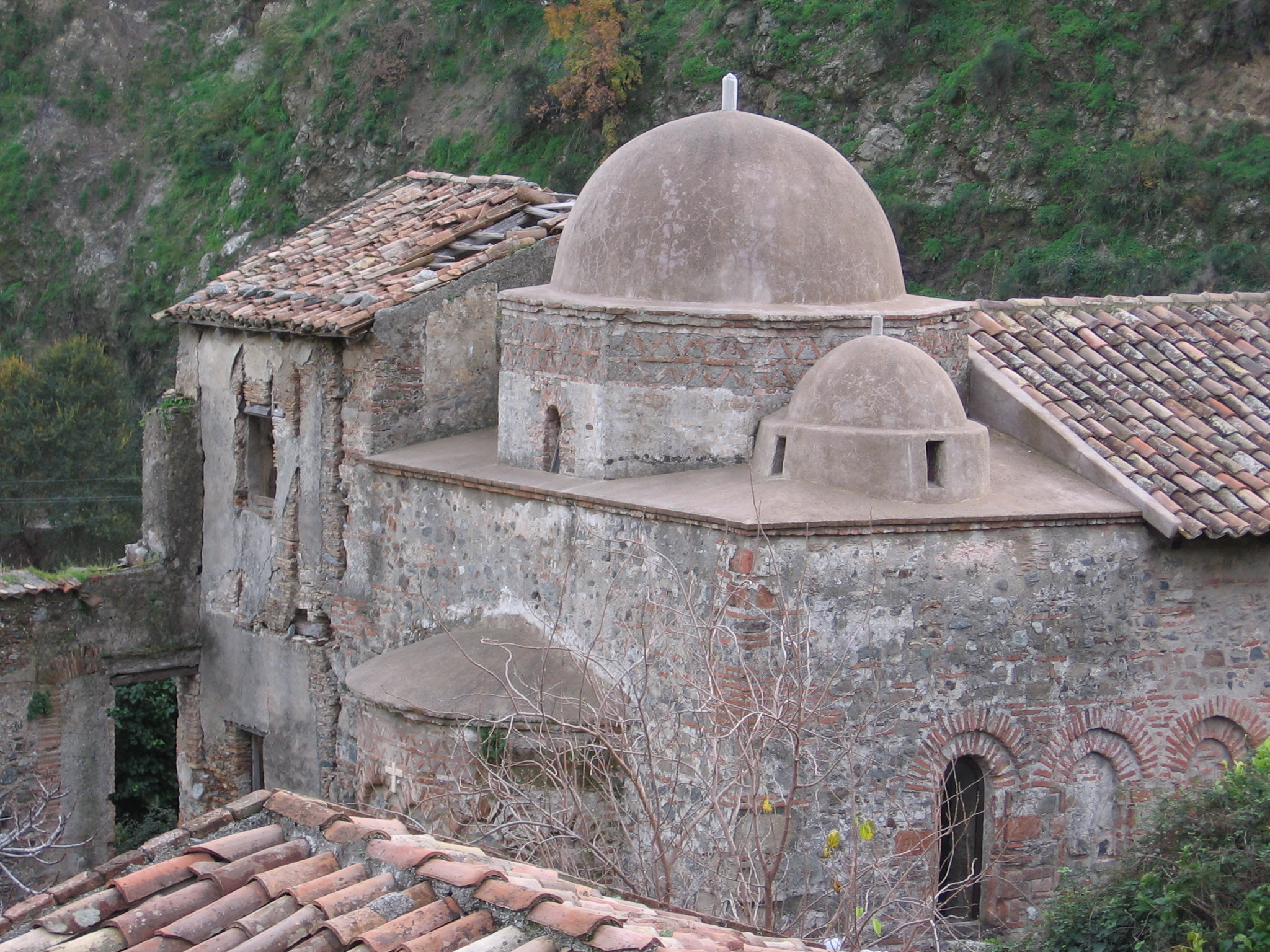
Chiesa di Mili
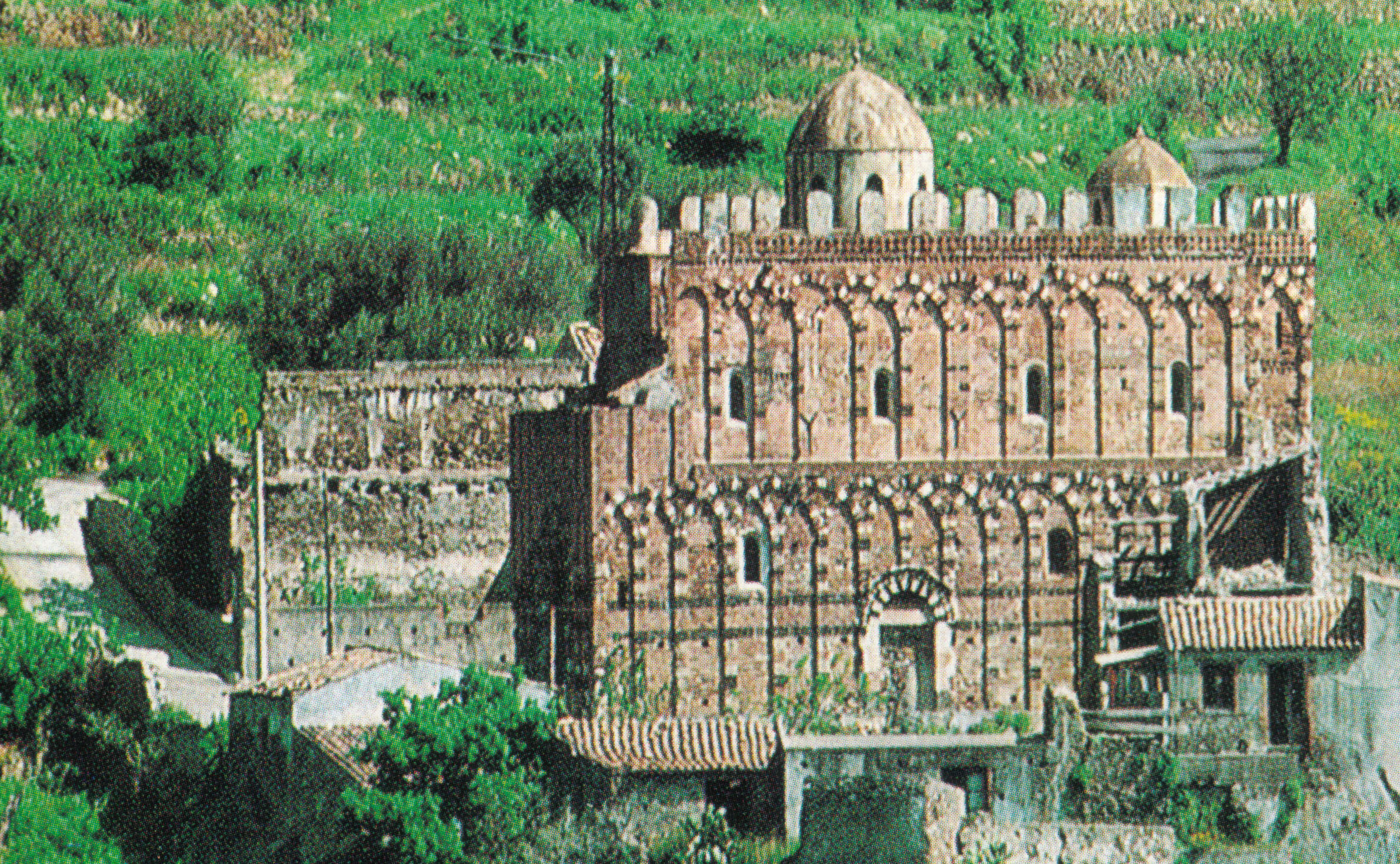
Chiesa dei Santi Pietro e Paolo d'Agrò
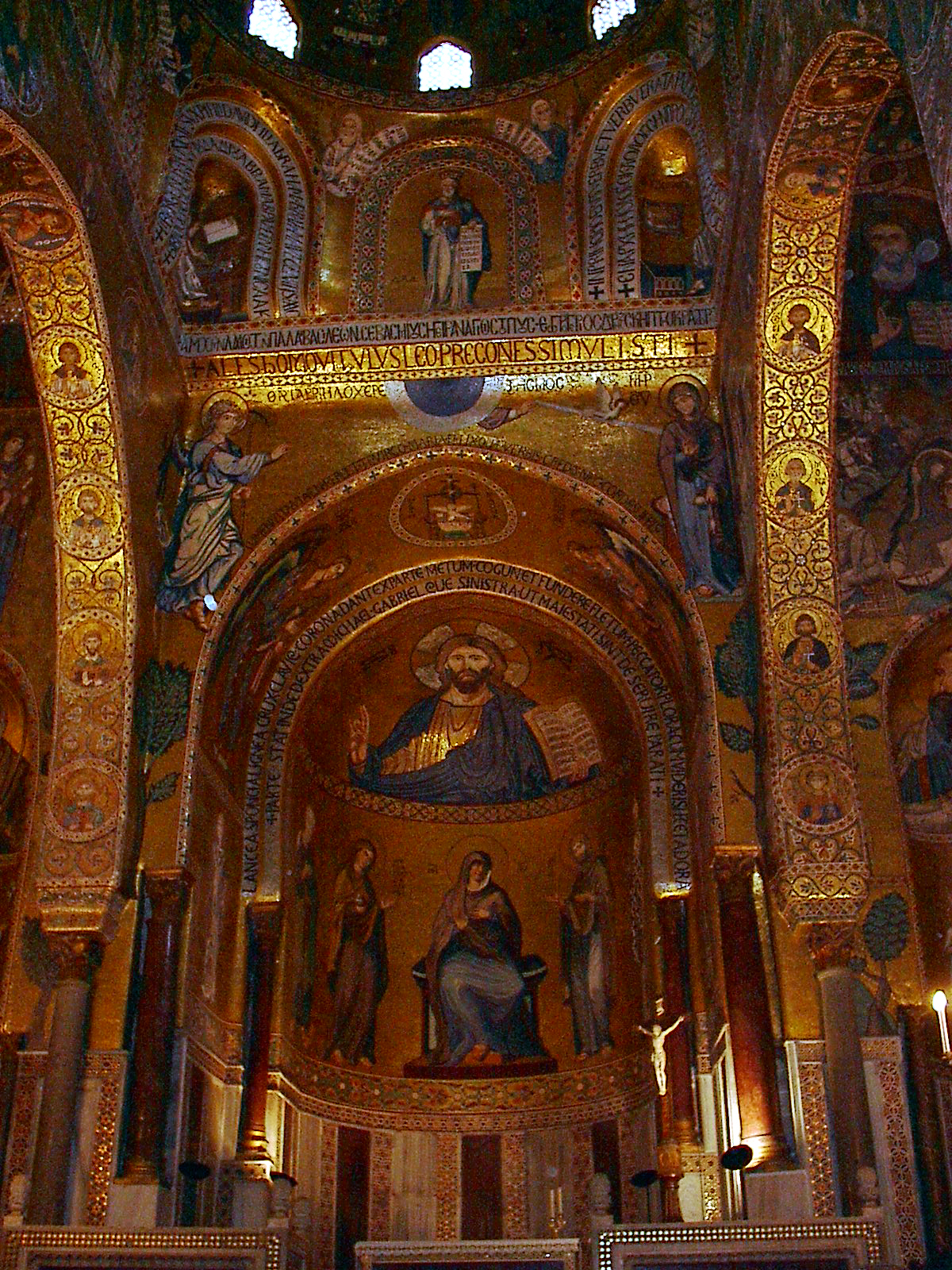
Cappella Palatina Palazzo dei Normanni
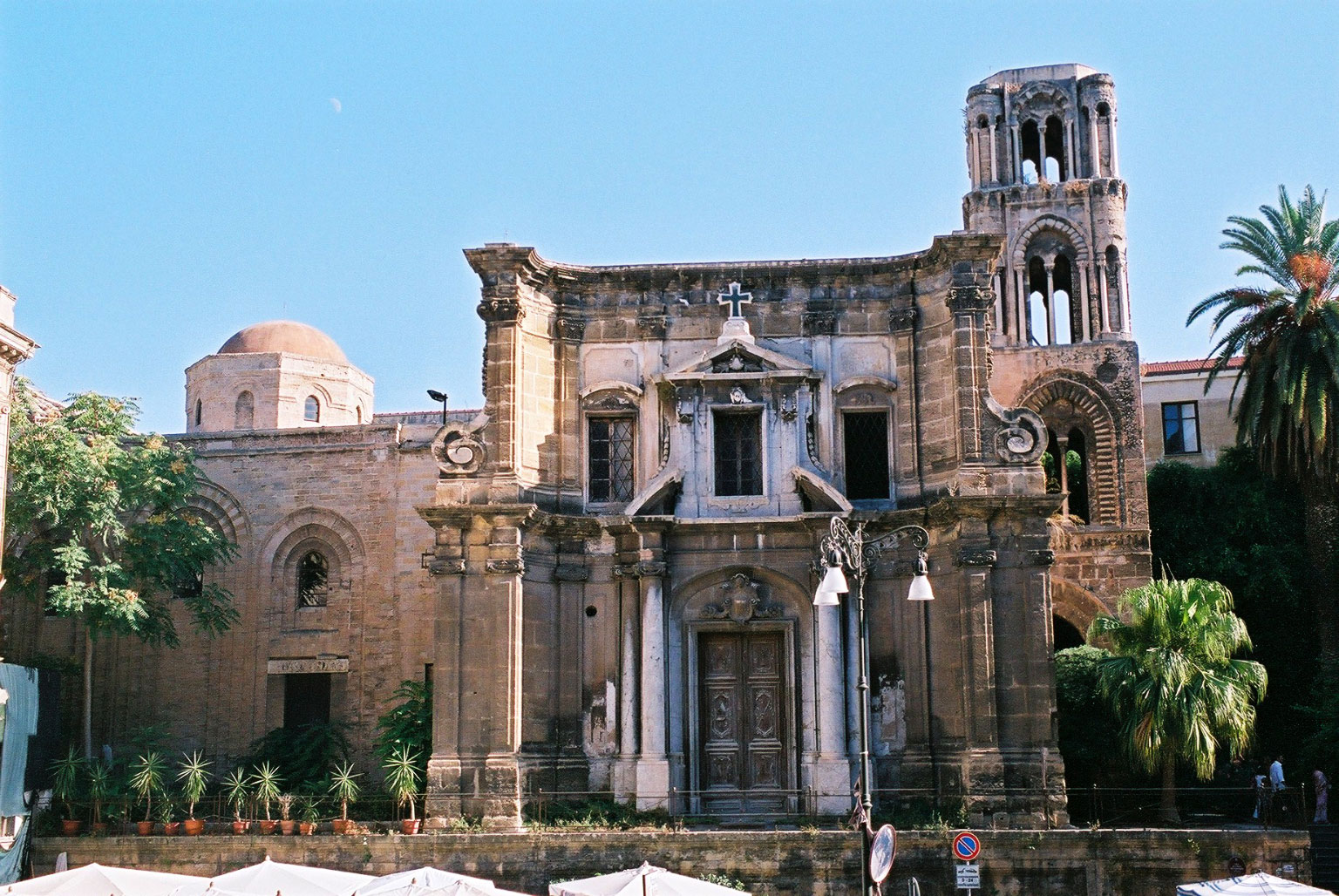
Chiesa della Martorana
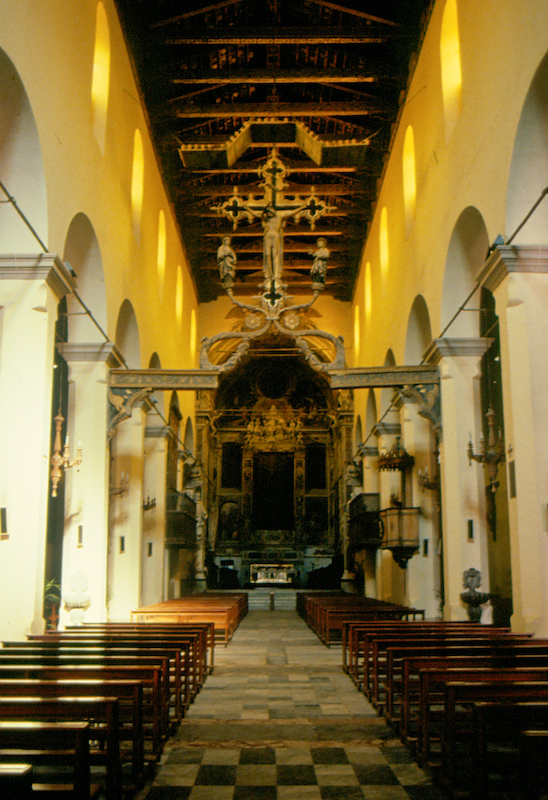
Basilica di San Pietro di Collesano
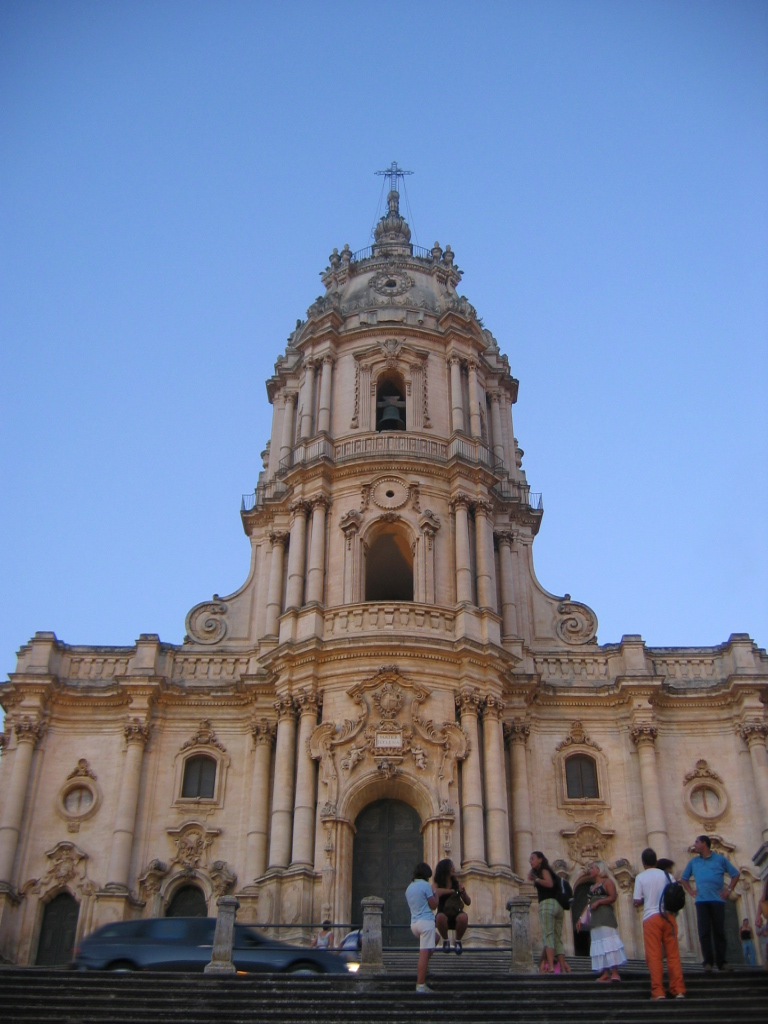
Duomo di Modica
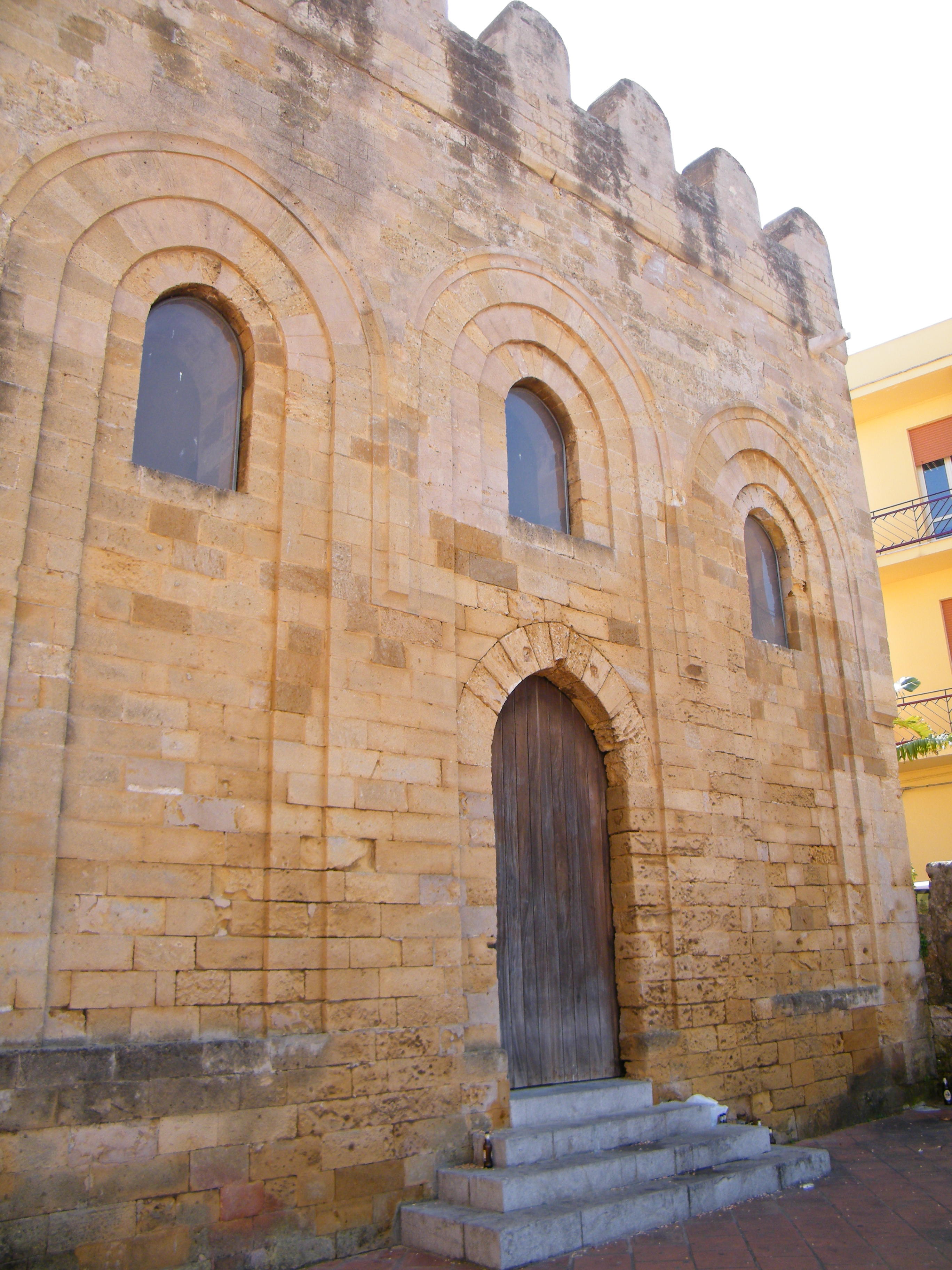
Chiesa di San Nicolò Regale Mazara
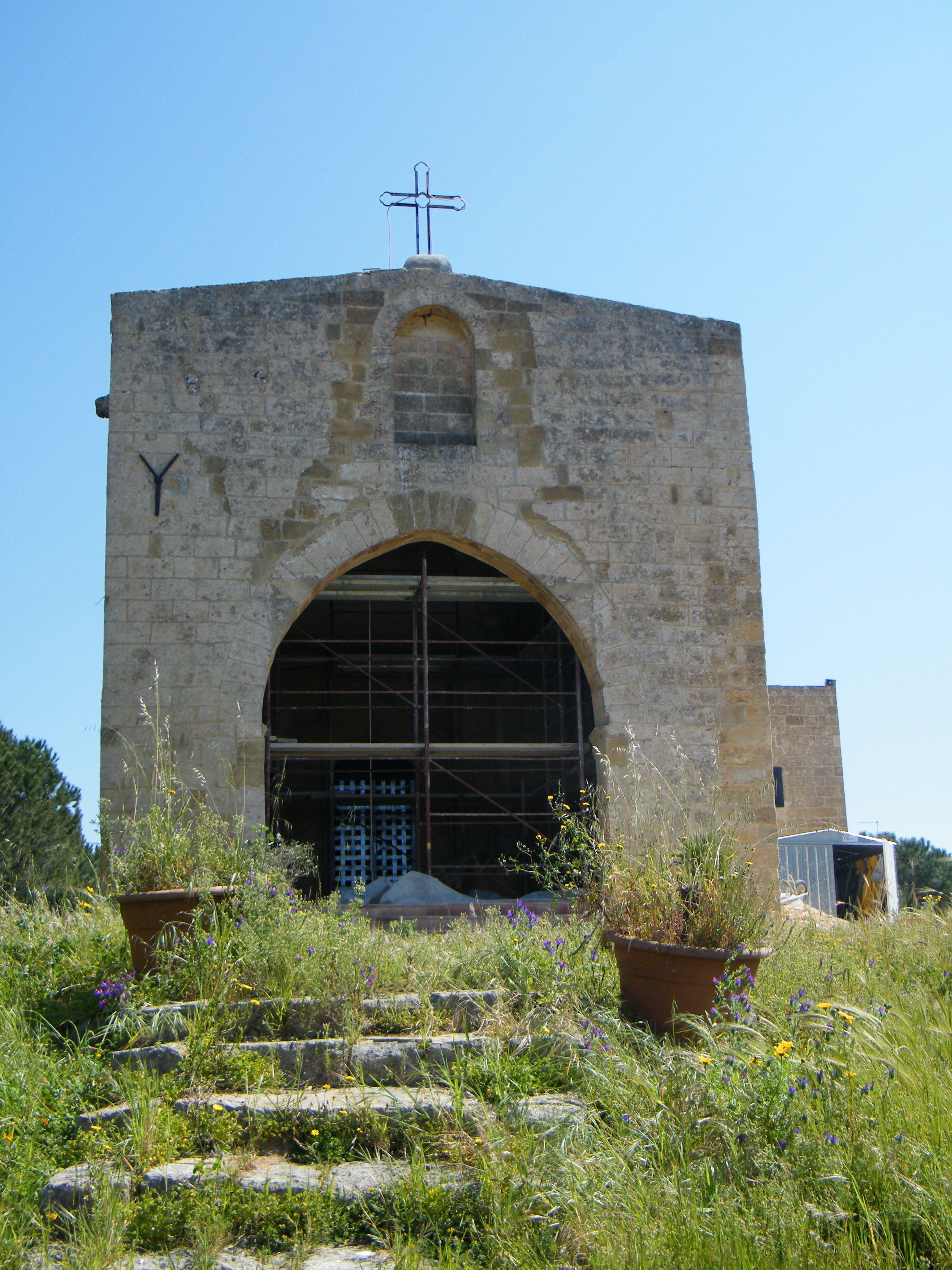
Chiesa della Madonna delle Giummare Mazara